# Josef Jedlička (odbojář)
Josef Jedlička (9. září 1897 v Budapešti – 30. června 1942 v Praze na Kobyliské střelnici) byl český voják a odbojář.
Během první světové války příslušníkem československých legií v Rusku. Po návratu lodí z Vladivostoku do vlasti se stal důstojníkem československé armády. Patřil k prvorepublikovým vyšším vojenským důstojníkům, byl významným spolupracovníkem předválečné Československé vojenské zpravodajské služby, působil jako řídící rezident sovětské vojenské rozvědky GRU na území Protektorátu Čechy a Morava a byl rovněž významným členem svobodné zednářské lóže Most v Brně. Po obsazení republiky hitlerovským Německem se zapojil do odbojové činnosti.

## Životopis

### Rodinné poměry
Josef Jedlička se narodil v rodině Ferdinanda Jedličky a jeho manželky Františky Jedličkové (rozené Nesvedové).

#### Františka Jedličková
V době narození Josefa žili Ferdinand Jedlička i Františka Jedličková společně v Hatvanu. Ferdinand Jedlička tu pracoval jako vedoucí zahradnictví na zámku významného židovského obchodníka a průmyslníka Sándora Hatvany – Deutsche. (Zámek se nacházel asi 60 km severovýchodně od Budapešti.) Františka pocházela z Frauendorfu čp. 12 (okres Waidhofen an der Thaya, župa dolnorakouská) - obce nacházející se poblíž Jemnice. (Dnes je tato obec Panenská její součástí). Po narození Josefa Jedličky jeho matka s novorozencem odjela přechodně do Vídně k rodině Rudolfa Jedličky, bratra svého manžela Ferdinanda (aby zajistila lepší péči o novorozeného syna). Koncem roku 1897 náhle z neznámých důvodů zemřela.

#### Ferdinand Jedlička
Josefův otec Ferdinand Jedlička (* 1866) ještě před narozením syna Josefa pracoval jako vrchní zahradník (Obergärtner) u hraběte Spiegel - Diesenberg - Hochslebena na jeho zámku ve Višňové (okres Moravský Krumlov); na zámku v Jemnici, který patřil markraběti Alfonsi Pallaviciniovi; ve Vídni a jinde. Patřil mezi vyhlášené a často oceňované české odborníky v oboru zahradnictví.

#### Albína Jedličková
Po smrti své ženy se Ferdinand Jedlička znovu oženil s Albínou (rozenou Strašilovou) (* 1872). Ta pocházela z Višňové, kde měl její otec, Václav Strašil, velké hospodářství. Albína odešla ve druhé polovině 90. let devatenáctého století na zkušenou do Vídně, kde pracovala jako kuchařka v bohatých měšťanských rodinách.

#### Odchod z Uher na Moravu
Ještě během krátkého období existence povstalecké komunistické Maďarské republiky rad (v období od 21. března 1919 až do 1. srpna 1919) ukončila rodina Ferdinanda Jedličky svůj pracovní pobyt v Uhrách a vrátila se zpět na Moravu. Tady začali Jedličkovi žít ve Slavkově u Brna v rodinném domku v ulici Jílkova (dnes Jiráskova ulice) čp. 869. Feridnand Jedlička našel obživu jako vrchní zahradník na místním zámku, který byl od roku 1919 ve vlastnictví maďarského šlechtického rodu Pálffyů.

### Josef Jedlička (1915–1916)
Dne 15. září 1915 byl Josef Jedlička povolán k výkonu vojenské služby a odeslán k přípravě do Domobranecké školy pro záložní důstojníky v Jablonci nad Nisou. Studium klasického piaristického gymnázia v severomaďarském městě Vác (Vacov) ukončil v červnu roku 1916 absolvováním maturitní zkoušky (s vyznamenáním). Kromě češtiny již v této době dokonale (slovem i písmem) ovládal také maďarštinu, němčinu a ruštinu. Po střední škole nastoupil Josef Jedlička službu jako jednoroční dobrovolník k 60. pěšímu pluku (Infanterieregiment Ritter von Ziegler Nr. 60) se sídlem v maďarském Egeru. V hodnosti desátník aspirant v létě roku 1916 byl odvelen se svým plukem na ruskou frontu. Ještě téhož roku (31. srpna 1916) u obce Horožďanka na ukrajinské Východní Haliči padl do ruského zajetí.

### V československých legiích (1916–1920)

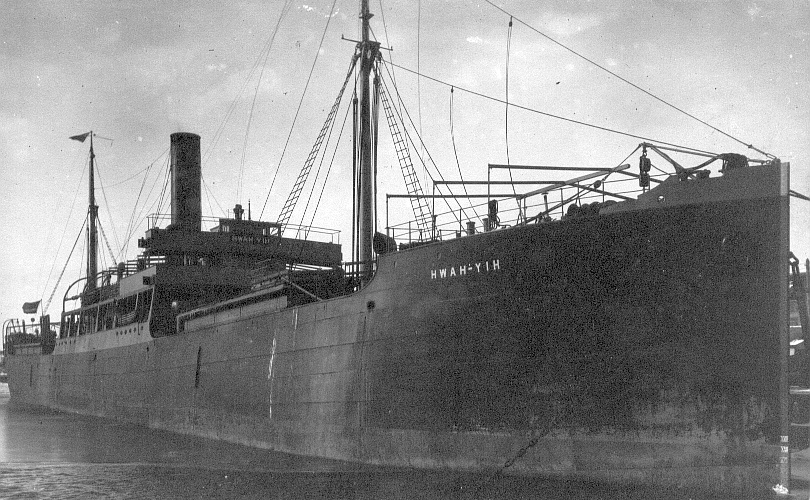
Transportní loď Silesia (Hvah-Yih)

Do československých legií v Rusku vstoupil Josef Jedlička v Dárnici u Kyjeva 10. září 1916. Následně byl ve Sľucku zařazen jako střelec (v hodnosti vojín) do sestavy 2. střeleckého pluku Jiřího z Poděbrad. Od 2. srpna 1917 zastával (v hodnosti desátníka) funkci velitele družstva a od 4. listopadu 1917 povýšil do hodnosti podporučíka. V rámci 2. střeleckého pluku Josef Jedlička postupně zastával tyto funkce:
- Důstojnický zástupce;
- Plukovní zbrojíř;
- Velitel 2. čety 2. kulometné roty a
- Velitel půlroty poddůstojnické školy.

Jako velitel oddílu rychlopalného dělostřelectva (později přejmenováno na plukovní dělostřelectvo) působil Josef Jedlička od 24. srpna 1918. Během své služby v československých legiích na Rusi absolvoval Josef Jedlička tyto kurzy:
- Důstojnický kurz při štábu Československé střelecké brigády;
- Kurz střelby rychlopalných děl v Samaře a
- Plukovní dělostřelecký kurz ve Sľjuďance.[p 1][p 2]

Se svým 2. střeleckým plukem se dne 2. června 1917 Josef Jedlička zúčastnil bitvy u Zborova. Od září 1917 potom tento pluk působil v sestavě 1. střelecké divize Husitské. Pluk absolvoval těžké boje s Rakušany a Němci u Kyjeva, Kazaně, Kazaně, Nižného Tagilu, Tarnopolu, Volosůvky a jinde. Po převzetí moci bolševiky a při odchodu z Ukrajiny sváděl pluk (od 2. února 1918 do 26. května 1918) boje se sovětskými vojsky u Kurganu, Bogatinské, Čeljabinsku, Kazaně, Mostové, Bugulmy a na jiných místech. Později byl (v listopadu 1918 až prosinci 1918) tento pluk stažen z fronty.
V období od 13. května 1919 do 10. června 1919 se Josef Jedlička (jako velitel plukovního dělostřelectva 2. střeleckého pluku) podílel na ochraně východosibiřské železniční magistrály (v úseku Ilanskaja - Vengerka). Tento pluk zde dělostřeleckou podporou chránil ustupující jednotky československých legií před útoky bolševických vojsk.
Počátkem ledna 1920 byl střelecký pluk (v počtu asi 1300 osob) soustředěn ve Vladivostoku. Lodní transport do Evropy (v pořadí s číslem 16) se odehrál v období od 10. ledna 1920 do 26. února 1920. Transportní lodí byla Silesia (původně japonská loď Hvan-Yim, resp. Hvah-Yih) s celkem 34 členy posádky (30 námořníků, kapitán a tři lodní důstojníci). (Loď byla 120 m dlouhá a 14,5 m široká). Transport proběhl po trase: Vladivostok, Hongkong, Suezský průplav, Terst (26. února 1920) a následně po železnici směr Linz, Praha a Litoměřice (1. března 1920). Během přesunu zastával Josef Jedlička funkci pomocníka velitele 16. lodního transportu.
...vystupoval jako voják čestný, statečný, projevující chladnou rozvahu, ráznost a samostatné jednání...
velitel 2. střeleckého pluku Jiřího z Poděbrad podplukovník Antonín Hasal, hodnocení kapitána Josefa Jedličky v legiích, 

### Zpátky ve vlasti (1920–1924)
Po skončení repatriační dovolené se kapitán Josef Jedlička stal (22. srpna 1920) důstojníkem z povolání Československé branné moci. Byl zařazen do funkce velitele náhradní roty Československého hraničářského praporu 3 v Brně. Jazykové znalosti a dobrá znalost prostředí umožnila, aby byl zařazen jako zpravodajský důstojník při Zemském vojenském velitelství v Užhorodu. (Zde působil od 5. dubna 1921 do 25. února 1923.) Obdobnou činnost vykonával (až do 29. dubna 1924) ve funkci zástupce přednosty Úřadu vojenského atašé v Budapešti. V období od 1. května 1924 do 15. května 1925 byl Josef Jedlička zařazen na funkci velitele roty pěšího pluku 13 v Šumperku.

### Rodinný život
Během svého služebního pobytu v Maďarsku se Josef Jedlička seznámil s Magdalénou Nagyovou (* 1. srpna 1901 v Budapešti). (Magdaléna byla dcerou významného bankéře Arpáda Nagye, žijícího v Budapešti, Bankovní ulici č. 6.) S Magdalénou Nagyovou se Josef Jedlička oženil 1. května 1924. Tři roky po svatbě se manželům Jedličkovým narodil syn Jiří Sergej Jedlička (* 2. srpna 1927 v Budapešti).

### Ve VZÚ Praha (1925–1935)
Od 16. května 1925 navštěvoval Josef Jedlička Topografický kurz při Vojenském zeměpisném ústavu (VZÚ) v Praze. Po jeho absolvování nastoupil (ve funkci topografa 2. třídy) ve VZÚ a působil zde až do 30. září 1930. Během svého služebního zařazení ve VZÚ prováděl Jedlička mapovací práce (reambulace = oprava a doplnění starších map, nové mapování a fotogrammetrická měření) především v oblasti Kostelce nad Labem, na Příbramsku (Brdy), Žitném ostrově a v okolí Bratislavy, v Malých Karpatech a v okolí Trebišova na východním Slovensku. Už ve funkci štábního kapitána zpracoval Jedlička (v rámci svého působení ve VZÚ) odbornou topografickou publikaci Mapa a busola – Zhuštěný návod jak jich prakticky použíti (I. a II. rozšířené vydání; Brno – 1932).

#### Další studia (1928–1935)
Externí studium meteorologie a klimatologie při Přírodovědecké fakultě University Karlovy v Praze zahájil Jedlička v roce 1928, ale pražská studia musel záhy ukončit. Dne 30. září 1930 byl totiž přeložen do Brna a zde až do 14. prosince 1931 zastával funkci velitele roty 43. pěšího pluku. Poté ještě v Brně působil při Zemském vojenském velitelství (ZVV) jako přednosta kanceláře kárného výboru II. stolice (v pracovní náplni řešil porušování stavovských povinností a kárných poklesků vyšších důstojníků v působnosti ZVV Brno). Na podzim roku 1930 zahájil Josef Jedlička při Přírodovědecké fakultě Masarykovy university v Brně studium oborů: meteorologie, klimatologie, astronomie a geografie.
V lednu 1935 Josef Jedlička obhájil disertační práci s názvem Příspěvek k poznání srážkových poměrů na jihozápadním Slovensku, následně dne 29. března 1935 podstoupil hlavní rigorózní zkoušku z meteorologie, klimatologie a geografie a do třetice pak složil 14. května 1935 vedlejší rigorózní zkoušku z astronomie. Ještě téhož dne (14. května 1935) byl Josef Jedlička promován a získal titul Doktor přírodních věd – RNDr.

#### Návrat do VZÚ Praha
Služební působení štábního kapitána RNDr. Josefa Jedličky v Brně bylo ukončeno 31. července 1935 jeho přeložením zpět do Prahy k Vojenskému zeměpisnému ústavu (VZÚ). Tady byl zařazen do popisného odboru.

### Zednářská lóže
V roce 1933 bylo Josefu Jedličkovi (při jeho působení v Brně) nabídnuto a doporučeno členství v řádu svobodných zednářů. Následně byl zasvěcen (vykonal zkoušku) na učně 1. stupně v zednářské lóži Most Brno. Později zde byl postupně zasvěcen a povýšen do stupňů tovaryš (pomocník 2. stupně) a mistr 3. stupně. Do podzimu roku 1938, ještě před ukončením činnosti Národní veliké lóže Československé (NVLČs), byl Josef Jedlička zasvěcen na mistra 6. stupně. (Pro ilustraci: Velmistr NVLČs byl zasvěcen na mistra 33. stupně.) Příslušnost k elitní svobodné zednářské společnosti zajistila Josefu Jedličkovi rozsáhlé kontakty ve společenských a politických vrstvách. Tyto známosti později využíval při svém zapojení do odboje a při zpravodajské činnosti ve prospěch sovětské vojenské rozvědky GRU.

### Vojenský technický a letecký ústav (VTLÚ)
Dne 14. prosince 1936 byl RNDr. Josef Jedlička jmenován přednostou skupiny IV. (meteorologické) II/1. oddělení (aerodynamického) II. odboru Vojenského technického a leteckého ústavu (VTLÚ) MNO v Letňanech u Prahy. O půl roku později (1. července 1937) byl povýšen do hodnosti major. (Meteorologická skupina VTLÚ představovala významnou provozní složku tehdejší vojenské povětrnostní služby.) Ve funkci přednosty meteorologické skupiny setrval RNDr. Josef Jedlička až do ukončení likvidace VTLÚ na konci června roku 1939.

### Kontakty z dob studií
Během vysokoškolských studií se Josef Jedlička blíže seznámil s významnými osobnostmi meteorologie, klimatologie a geografie při Přírodovědecké fakultě Masarykovy university a členy České společnosti zeměpisné v Brně. S těmito osobnostmi později taktéž spolupracoval v rámci domácího ilegálního odbojového hnutí.
- Doc. RNDr. Bohuslav Hrudička byl mladším Jedličkovým spolužákem. Na Masarykově universitě absolvoval v letech 1931 až 1936 obdobné studijní obory (meteorologie, klimatologie, geografie a astronomie) jako Jedlička;
- Prof. PhDr. František Koláček - ředitel Zeměpisného ústavu Přírodovědecké fakulty Masarykovy university, autor většího počtu vědeckých klimatologických prací, silně vlastenecky smýšlející podporovatel Jedličkových studijních zájmů;
- Prof. RNDr. František Říkovský - vědecký pracovník v oboru geografie a klimatologie Zeměpisného ústavu Přírodovědecké fakulty Masarykovy university;
- Doc. RNDr. Josef Sahánek z Ústavu experimentální fyziky Masarykovy university. Jeho přednášky na téma meteorologická měření Jedlička navštěvoval. Doc. Sahánek zároveň působil jako správce meteorologické stanice při Vysoké škole technické Edwarda Beneše v Brně.[2]

### Vrchním zemským komisařem vědeckých ústavů
V průběhu roku 1939 fungovala při likvidovaném MNO umisťovací komise. Tato komise (jejímž tehdejším členem byl i podplukovník Josef Balabán) zařazovala bývalé vojáky z povolání (nebo vojáky v další službě) do tehdy existujících ústředních státních úřadů, do nižších orgánů protektorátní správy, do hospodářské sféry, do výrobních podniků a dalších organizací. Rozmisťování bylo podmíněno rozhodnutím Předsednictva ministerské rady jakož i souhlasem německé okupační správy. Zatímco okupační správa očekávala využití deaktivovaných vojáků z povolání ve prospěch Německa, československý odboj ovlivňoval rozmisťování tak, aby bývalí vojáci mohli využívat své dřívější profesionální zkušenosti a mohli pracovat ve prospěch očekávané odbojové činnosti. Major v záloze RNDr. Josef Jedlička byl v červenci 1939 převeden do státní služby jako vrchní zemský komisař vědeckých ústavů při Univerzitě Karlově v Praze.

### VONAPO 20
Nejspíše již od roku 1937 začal major RNDr. Josef Jedlička zpravodajsky spolupracovat s agenturní sítí zpravodajské ústředny VONAPO 20. Kvalifikačním předpokladem Jedličkovým pro tuto činnost byla jeho výborná znalost německého a ruského jazyka, jakož i jeho zkušenosti, které získal při výkonu funkce zpravodajského důstojníka při ZVV v Užhorodě a Úřadu vojenského atašé v Budapešti v první polovině 20. let dvacátého století (viz výše).

### První kontakty s odbojem
Od podzimu roku 1938 se v Praze–Dejvicích v bytě podplukovníka Josefa Balabána (v ulici Na hutích 581/1) nebo v legionářské restauraci Bajkal na Vítězném náměstí (dnešní Dům armády Praha - DAP) začala scházet neformální skupina ve které se společně setkávali bývalí příslušníci zahraničních československých (především ruských) legií z doby první světové války (plukovník Josef Churavý, podplukovník Josef Balabán, podplukovník Josef Mašín, major RNDr. Josef Jedlička, major Alois Janotka) a rovněž mladší vlastenecky smýšlející Balabánovi známí (bratr Balabánovy družky Bohuslav Sleza, ředitel Centrokomise Gustav Svoboda a lékárník Otakar Schiedeck – funkcionář skautské organizace).

### Nabídka holandské meteorologické služby
Jako přednosta meteorologické skupiny VTLÚ byl ve druhé polovině února roku 1939 vyslán major Jedlička na služební cestu do Holandska. Jeho úkolem bylo dohodnout nákup meteorologických přístrojů pro potřeby vojenské správy. Představitelé holandské meteorologické služby mu nabídli lukrativní místo vedoucího meteorologa ve státním meteorologickém ústavu v Batávii (dnešní Jakarta v Indonésii). Josef Jedlička mohl vycestovat s celou svou rodinou a tím se vyhnout nebezpečí německé okupace, která již v té době Československu reálně hrozila. Tuto velkorysou nabídku Josef Jedlička ale odmítl. Po svém návratu z Holandska (dne 10. března 1939) navázal Jedlička osobní spojení se zástupcem Generálního konzulátu SSSR v Praze. Nabídl mu přímou spolupráci v oblasti výzvědné činnosti proti Německu.

### GRU
Poté, co na podzim roku 1938 ukončila svoji činnost zpravodajská ústředna VONAPO 20, zahájila od počátku roku 1939 intenzivní činnost rezidentura GRU v Praze. Během roku 1939 a v průběhu roku 1940 GRU urychleně vytvářela a obnovovala svoji vlastní (novou) síť agentů, informátorů a důvěrníků za účelem odhalování německých válečných příprav. Zároveň se GRU snažila navázat úzké kontakty s příslušníky nastupujícího domácího odbojového hnutí. V prvním kroku byla reorganizována řídící rezidentura GRU v Praze. Vedením veškeré zpravodajské činnosti byl pověřen nový generální konzul Generálního konzulátu SSSR Viktor Nikolajevič Jakovlev, dosavadní Chargé d’affaires ad interim Velvyslanectví SSSR v Praze. Jakovlev působil přechodně v nové funkci až od doby zrušení velvyslanectví (28. března 1939). Koncem léta 1939 byl nahrazen Leonidem Andrejevičem Mochovem. (Pod touto identitou se ve skutečnosti skrýval generál GRU, vlastním jménem Leonid Andrejevič Michejev.) Informace posbírané zpravodajskou sítí GRU (rozprostřenou po protektorátu) byly vyhodnocovány a sumarizované výsledky pak byly předávány (především diplomatickými cestami) do ústředí GRU v Moskvě. Od jara roku 1939 tak GRU zahájila přímou spolupráci (kromě jiných osob, mezi nimiž byl například i podplukovník letectva Miloslav Berka) i s majorem RNDr. Josefem Jedličkou – svým dřívějším spolupracovníkem působícím v rámci zpravodajské ústředny VONAPO 20. (Není zřejmé, zda svoji nabídku k přímé spolupráci s GRU učinil Josef Jedlička na základě vlastní osobní iniciativy nebo na přímý pokyn představitelů domácího vojenského odbojového hnutí.)

### Obrana národa (ON) a GRU
Největší domácí ilegální odbojová organizace Obrana národa (ON) byla budována od jara 1939 jako hierarchicky organizovaná síť, v jejímž čele stála jednotlivá velitelství – od Hlavního štábu ON přes zemská velitelství (Čechy, Morava a Praha), krajská, okresní až k velitelstvím místním. K nim se v jednotlivých místech, jako relativně samostatné složky, přimykaly tzv. civilní skupiny ON (např. civilní skupina ON při Masarykově universitě v Brně). Civilní skupiny ON se rekrutovaly především z řad příslušníků sokolských jednot, bývalých legionářů, místní inteligence a středních zaměstnaneckých vrstev. Hlavní náplní ilegální práce celé organizační sítě ON byla především zpravodajská činnost. Získané informace byly kompletovány a analytické výsledky bylo třeba dostat mimo hranice protektorátu.[zdroj?]
Proto v rámci Zpravodajského oddělení hlavního štábu ON vznikla Radiotelegrafická skupina pod vedením podplukovníka Štěpána Adlera (později nazývaná jako 5. oddělení vnitřního radiového spojení). Tato skupina se zabývala nejen problematikou spojení uvnitř ON ale i spojením se zahraničním (Paříž, později Londýn). Do této skupiny patřili i zaměstnanci tehdejšího Státního ústavu meteorologického v Praze RNDr. Vladimír Miklenda  a Jan Bína. V období od listopadu 1939 do prosince 1939 byla represivními složkami činnost této radiotelegrafické skupiny odhalena. Její členové byli pozatýkání, vyslýcháni, obviněni a odsouzeni k trestu smrti nebo k dlouholetým trestům odnětí svobody, při jejichž výkonu na následky útrap věznění někteří z nich zemřeli (včetně RNDr. Vladimíra Miklendy a Jana Bíny). Činnost 5. oddělení vnitřního radiového spojení ON byla nahrazena až v dubnu 1940. Tehdy zahájila činnost radiová stanice Sparta zajišťující spojení s Londýnem.
Již na podzim 1939 generální konzul SSSR v Praze nabídl spolupráci mezi ON a GRU formou dohody, kterou uzavřel velitel Hlavního velitelství ON armádní generál Josef Bílý s Leonidem Andrejevičem Mochovem. Protože německé bezpečnostní orgány (od podzimu 1939 do jara 1940) odhalily a následně uvěznily většinu příslušníků tehdejší první garnitury vedoucích představitelů ON, začala vlastní jednání o spolupráci ON a GRU de facto až počátkem léta 1940 (po porážce Francie).

### Ústřední vedení odboje domácího (ÚVOD)
Rozbití první garnitury domácího nekomunistického odboje (od konce října 1939 do února 1940) německými represivními složkami logicky vedlo k nástupu tzv. druhé garnitury. Ta byla reprezentována představiteli zbylých součástí odbojových organizací: ON, PVVZ a PÚ. V období od března 1940 do května 1940 tyto složky jednaly o vzniku a způsobech činnosti nového vrcholného řídícího ústředního odbojového orgánu. Tím bylo Ústřední vedení odboje domácího (ÚVOD). ÚVOD měl zastřešovat činnost rozhodující většiny domácího nekomunistického odboje, vést vzájemná jednání a provádět praktickou součinnost se zahraničním odbojem představovaným londýnským ústředím. (O vznik ÚVODu se zasloužili především podplukovník Josef Balabán, plukovník Josef Churavý, štábní kapitán Václav Morávek, podplukovník Josef Mašín, podplukovník Tomáš Berka a další.)

### Radiotelegrafická skupina ON – východ
V létě roku 1940 byla vytvořena Radiotelegrafická skupina ON – východ. Vedením této skupiny byl pověřen major Vladimír Ellner. Jejím úkolem pak bylo navázat a udržovat rádiové spojení ON se Sovětským svazem za účelem předávání zpravodajských informací. Skupina se nejčastěji scházela v uměleckém ateliéru bývalého příslušníka Vojenského zeměpisného ústavu, později Uměleckých dílen Památníku odboje MNO (od roku 1930 Památníku národního osvobození) na Vítkově, akademického malíře majora Emanuela Prülla. Radiotelegrafická skupina ON – východ měla původně předávat informace mezi ON a plánovanou Předsunutou agenturní ústřednou československé rozvědky v SSSR. Skupina zahájila vlastní radiotelegrafickou činnost až v březnu 1941, protože londýnská exilová vláda neustále odkládala vlastní praktické zahájení zpravodajské spolupráce se SSSR.
Počátkem jara 1941 dostal major RNDr. Josef Jedlička od pražského konzulátu SSSR dvě ilegální krátkovlnné radiové stanice HAR FX 10 americké výroby. Stanice byly opatřeny rusky psaným návodem k obsluze a provozu. Dále Jedlička obdržel i potřebné spojovací údaje (časový rozvrh vysílaných a přijímaných relací, volací znaky, provozní frekvence, šifrovací klíč apod.). Od konce června 1941 příslušníci této radiotelegrafické skupiny pomáhali majoru RNDr. Josefu Jedličkovi udržovat radiové spojení jeho pražské rezidentury s moskevskou centrálou GRU.

### Odbojová skupina Julek
Do činnosti pražského velitelství ON se Jedlička aktivně zapojil již od jara 1939. Počátkem léta 1940 začal řídit vlastní ilegální zpravodajskou odbojovou skupinu Julek. Skupina byla složena především z bývalých pracovníků Vojenského zeměpisného ústavu a Památníku národního odboje. Jejím úkolem bylo:
- shromažďovat zpravodajské informace ze zbrojního průmyslu a ze Zeměpisného ústavu ministerstva vnitra (ZÚMV) (bývalý Vojenský zeměpisný ústav VZÚ);
- zpravodajsky získávat a zpracovávat plány a informace o činnosti německé branné moci a zprávy z nejrůznějších oborů hospodářského a politického života protektorátu.[2]

Takto získané informace poskytoval Josef Jedlička jak představitelům ÚVODu tak i (prostřednictvím kódovaných textových zpráv předávaných pomocí spojek, kamuflážních přepážek a tajných schránek) pražské rezidentuře GRU. Do centrály GRU v Moskvě byly potom informace odesílány cestou radiových nebo poštovních komunikačních kanálů generálního konzulátu. Není bez zajímavosti, že většina členů agenturní sítě (a jejích dílčích složek) Josefa Jedličky nepatřila ke členské základně KSČ. Jen malá část z „Jedličkových agentů“ věděla, že pracují ve prospěch vojenské zpravodajské služby SSSR. (Sovětské zpravodajské služby dodržovaly zásadu, že jejich rezidenti, agenti a další spolupracovníci nesmí mít žádné přímé spojení s místními organizacemi komunistické strany.)

### Kontakty Josefa Jedličky
Jako významný člen řádu svobodných zednářů měl a udržoval Jedlička značně rozsáhlý rejstřík společenských a politických kontaktů. Ty sahaly do protektorátního Ministerstva vnitra, Ministerstva veřejných prací, ČTK, novinářských kruhů a do jiných organizací. Z těchto míst Jedlička čerpal pro odboj cenné informace. Josef Jedlička zpravodajsky velmi úzce spolupracoval s ředitelem Archivu ministerstva zahraničních věcí profesorem PhDr. Jaroslavem Papouškem (1890–1945) a jeho manželkou, historičkou kultury profesorkou Naděždou Melnikovou - Papouškovou (1891–1978) – autorkou mnoha studií o výtvarném umění. K dalším významným spolupracovníkům Josefa Jedličky patřil redaktor ČTK PhDr. Václav König a redaktor nakladatelství Čin Jaroslav Kratochvíl, na kterého byli (kromě dalších osob) napojeni i bratři František Klečka a Vojtěch Klečka. K významným informátorům Josefa Jedličky také patřil historik, publicista a novinář PhDr. František Bauer.
Zvláštní kapitolu kontaktů představoval Jedličkův trvalý styk s představiteli ostatních složek domácího vojenského odboje, především pak s plukovníkem Josefem Churavým, podplukovníkem Josefem Balabánem, podplukovníkem Josefem Mašínem a štábním kapitánem Václavem Morávkem. Roli spojovacího článku mezi Václavem Morávkem a Josefem Jedličkou sehrál člen Obrany národa Josef Pelej. Tito dříve jmenovaní Tři králové patřili k Jedličkovým osobním přátelům. (Prostřednictvím plukovníka Josefa Churavého udržoval major RNDr. Josef Jedlička rovněž úzký kontakt s ústředím odbojové organizace PVVZ.)

### Rudi, Rudolf I, Rudolf II
Josef Jedlička působil pod krycím jménem Rudi. Vedoucí rezidentury GRU při konzulátu SSSR v Praze používali krycí označení Rudolf + pořadové číslo. Jedlička byl až do počátku března 1941 ve své činnosti přímo řízen vedoucím rezidentem GRU v Praze Leonidem Andrejevičem Mochovem (krycí označení Rudolf I). Počátkem března 1941 Hlavní říšský bezpečnostní úřad (RSHA - Reichssicherheitshauptamt) rozkryl činnost zpravodajské agenturní sítě GRU vedené Radoslavem Seluckým, která operovala na území protektorátu. Tímto „provalením“ byla zároveň demaskována i skutečná role Leonida Andrejeviče Mochova, který musel náhle ukončit svoji misi v Praze. Po odchodu Mochova z Prahy prakticky až do přepadení SSSR Německem (22. června 1941) převzal řídící roli nový vedoucí rezidentury GRU v Praze označovaný jako Rudolf II (jeho totožnost není zřejmá, ale mohlo se jednat o překladatele a pracovníka sovětského konzulátu Georgie Nikolajeviče Moločkovského). Po 22. červnu 1941 (přepadení SSSR Německem) došlo k ukončení činnosti generálního konzulátu v Praze. Prakticky od tohoto okamžiku až do doby svého zatčení (8. října 1941) byl vedoucím rezidentem agenturní sítě GRU v protektorátu major RNDr. Josef Jedlička.

### Spolupráce ÚVOD a GRU
Během první poloviny června 1940 došlo k úvodnímu předběžnému kontaktu majora Josefa Jedličky (zastupoval zájmy GRU) s plukovníkem Josefem Churavým (zastupoval zájmy ÚVOD). Další předběžné jednání (podplukovníka Josefa Balabána (krycí jméno Kop) a Leonida Andrejeviče Mochova (krycí jméno Rudolf I)) se uskutečnilo 17. června 1940 (zprostředkoval Josef Jedlička a Miloslav Berka). Sovětská strana při něm obdržela několik zpravodajských informací vojenského charakteru. O tomto setkání bylo (19. června 1940) informováno londýnské ústředí zahraničního odboje. S vědomím Londýna vedení ÚVOD určilo, že zpravodajství pro SSSR bude organizováno paralelně s dosavadní zpravodajskou činností. Zprávy určené pro Moskvu měl současně dostávat i Londýn. Zprávy a informace určené pro Londýn měly být před sovětskou stranou utajeny. Rozhodující jednání mezi ÚVOD (zastupoval podplukovník Josef Balabán a plukovník Josef Churavý) a sovětskou GRU (zastupoval Leonid Andrejevič Mochov) proběhlo, po předchozím souhlasu londýnského ústředí, dne 30. července 1940. Jednání zprostředkoval Jedlička, také se jej účastnil a prakticky až do napadení SSSR Německem (22. června 1941) pomáhal vedení ÚVOD udržovat spojení s rezidenturou GRU v Praze. Zároveň Londýn odsouhlasil návrh podplukovníka Josefa Balabána, aby byla na území SSSR zřízena Předsunutá agenturní ústředna československé vojenské rozvědky. Ta měla být obsazena československými důstojníky a měla být vybavena příslušnými radiostanicemi pro spojení s radiostanicí ÚVOD.
GRU požadoval po domácím odboji v protektorátu (reprezentovaným ÚVOD) následující zpravodajské úkoly – především však informace o:
- německé zpravodajské síti,
- agentech působících proti SSSR,
- dislokaci a přesunech německých vojenských útvarů a úřadů,
- zajištění ilegálních přechodů do Sudet,
- převádění sovětských agentů dále na území Německa a
- válečné výrobě a železniční přepravě.

GRU dále požadoval:
- přípravu plánů k vysazení zpravodajských vzdušných výsadků,
- provedení padákových shozů zbraní a sabotážní činnosti,
- provozování radiových stanic vysílajících s použitím sovětského šifrového klíče z území protektorátu do SSSR,
- organizaci kurýrní služby,
- zjišťování a předávání informací o počasí,
- přípravu plánů další spolupráce v případě vypuknutí válečného konfliktu mezi SSSR a Německem ...

V březnu 1941 (po souhlasu Londýna) došlo k utajenému přesunu zmocněnce československé vojenské správy v Bukurešti, plukovníka generálního štábu Heliodora Píky, a několika dalších vojenských zpravodajců do Moskvy. Praktická činnost tajné československé vojenské mise v SSSR byla zahájena. Od léta 1940 začaly domácí ilegální odbojové organizace (sloučené do ÚVOD) provádět zpravodajskou činnost rovněž ve prospěch SSSR.

### Zpravodajská ústředna ON + ÚVOD a Julek
Na jaře 1940 vybudovali Josef Balabán, Josef Mašín a Václav Morávek zpravodajskou ústřednu ON + ÚVOD. Do ní se sbíhaly nejrůznější informace vojenského, politického a hospodářského charakteru prakticky z celého území protektorátu. Zpravodajská odbojová skupina Julek (vedená Jedličkou), a dosud udržující spojení především se sovětským konzulátem v Praze, se na jaře 1940 přímo napojila na zpravodajskou ústřednu ON + ÚVOD. Prostřednictvím této zpravodajské ústředny ON + ÚVOD začala skupina Julek úzce spolupracovat se zahraničním československým ústředím v Londýně.

### Josef Jedlička v ilegalitě

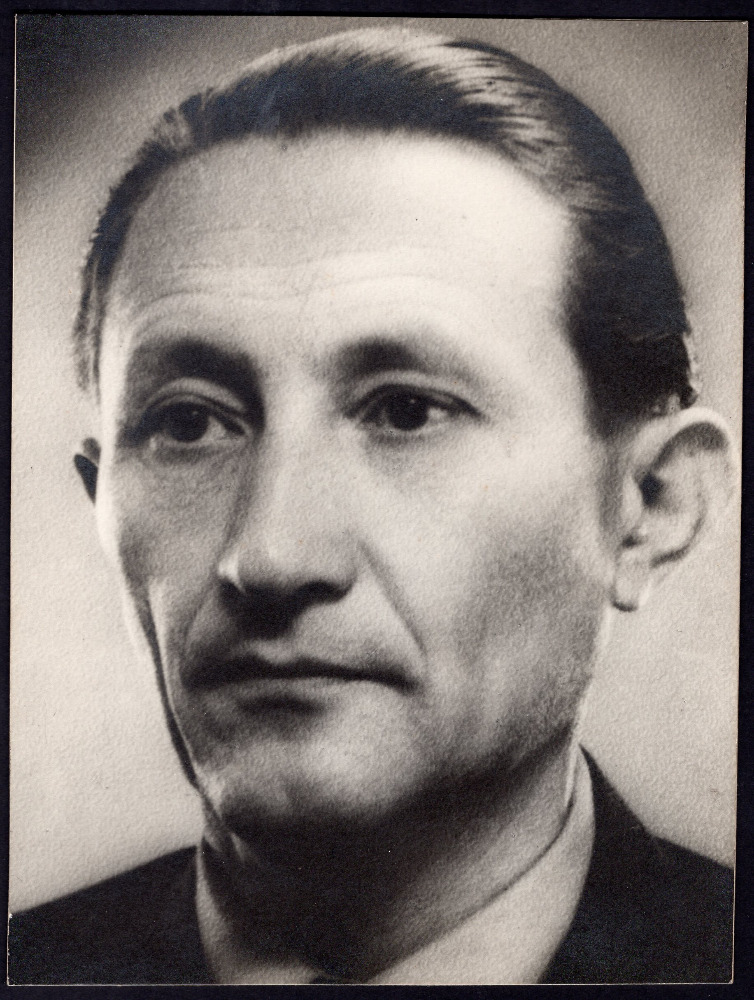
Civilní fotografie Josefa Jedličky z období na přelomu 30. a 40. let dvacátého století

RNDr. Josef Jedlička ukončil (na vlastní žádost ke dni 1. března 1941) výkon státní služby ve funkci Vrchního komisaře vědeckých ústavů při Univerzitě Karlově v Praze. Z obav před prozrazením své odbojové činnosti tak sice oficiálně odešel do výslužby, ale ve skutečnosti přešel z konspirativních důvodů do ilegality. V květnu 1941 opustil Jedlička svůj vlastní byt (Heřmanova 1087/10, Praha VII - Holešovice, za protektorátu Hermanngasse), kde až dosud bydlel. Pod cizí identitou se skrýval na různých místech, převážně však v bytě malíře a grafika Františka Vojáčka a jeho ženy Olgy Vojáčkové. Vojáčkovi vlastnili galerii a obchod s obrazy a uměleckými předměty (v Praze I, U Karlových lázní). Obchod sloužil již dříve jako agenturní (zpravodajská) přepážka využívaná agenty a informátory z ilegální skupiny Julek. František Vojáček jezdil zároveň jako kurýr pro zprávy do Brna a do dalších míst na Moravu. Později začalo Jedličkovi jako agenturní (zpravodajská) přepážka sloužit také knihkupectví a nakladatelství Karla Švába poblíž Karlova mostu.. Cesty mimo Prahu Jedlička kamufloval činností obchodního zástupce firmy Briliant (továrny na marmelády v Praze–Karlíně).

### Nabídka vycestovat do SSSR
GRU nabídla Jedličkovi (na jaře 1941) možnost vycestování jeho manželky Olgy a syna Jiřího pod změněnou identitou (padělané cestovní doklady) do SSSR. Rodina Josefa Jedličky odeslala utajeně do Moskvy více než 1200 kg cenností a osobních věcí. Tyto předměty byly uloženy v cestovních kufrech označených jako sovětská konzulární zavazadla. Počátkem března 1941 musel spěšně opustit Prahu Leonid Andrejevič Mochov (viz výše) a nedlouho poté byl Němci napaden SSSR (22. června 1941). Vycestování rodinných příslušníků Josefa Jedličky se tak vlivem těchto událostí nepodařilo zrealizovat. Spojení pražské rezidentury GRU s představiteli ÚVODu nebylo náhlým odjezdem Mochova z Prahy přerušeno. Leonid Andrejevič Mochov byl ve funkci vystřídán novým vedoucím pražské rezidentury sovětské vojenské zpravodajské služby. Ten byl označován krycím jménem Rudolf II (viz výše). Zástupci odboje (podplukovník Josef Balabán, podplukovník Josef Mašín, docent Vladimír Krajina) se s ním setkali (21. dubna 1941) na rohu Karlova náměstí a Ječné ulice. (Setkání zprostředkoval dějepisec doktor Jaroslav Papoušek a jeho manželka profesorka Naděžda Melniková–Papoušková.)[zdroj?]

### Činnost GRU po německé invazi do SSSR
Ke dni zahájení německé invaze do SSSR (22. června 1941) měla moskevská centrála GRU ve státech západní, střední, jižní a severní Evropy (kromě Španělska a Velké Británie) celkem jedenáct legálních rezidentur (mimo jiné i v Praze a Bratislavě). V uvedených jedenácti rezidenturách pracovalo pro GRU celkem 914 osob (316 z nich patřilo ke kmenovým pracovníkům legálních rezidentur a dalších 598 bylo nelegálními rezidenty, nebo samostatnými agenty). Jedním z těchto nelegálních rezidentů byl i major letectva RNDr. Josef Jedlička.
Po zahájení války SSSR s Německem došlo ke změně řízení zpravodajských skupin, které pracovaly v protektorátu ve prospěch sovětské vojenské zpravodajské služby. Zpravodajské skupiny byly přímo řízeny cestou rezidentury GRU při generálním konzulátu SSSR v Praze. Koncem dubna 1941 byly aktivovány všechny zahraniční radiové stanice ilegálních zpravodajských sítí GRU. V té souvislosti byly rovněž aktivovány radiostanice rezidentury GRU vedené Josefem Jedličkou. Poté, co generální konzulát SSSR v Praze zanikl, přešlo řízení zpravodajských skupin pod přímé řízení Ústředí GRU – Sektor Střední Evropa dislokovaného v Chodynce u Moskvy, v komplexu budov zvaném Akvárium. V období od zániku činnosti generálního konzulátu SSSR v Praze až do 8. října 1941 (zatčení Jedličky) fungoval Josef Jedlička na území Protektorátu Čechy a Morava ve funkci vedoucího rezidenta. Aby mohl vykonávat Jedlička tuto svoji novou roli, byl v létě roku 1941 jmenován moskevským ústředím do hodnosti plukovníka GRU.

### Radiostanice Jack a Magda
Koncem června roku 1941 zahájil Josef Jedlička provoz obou dvou ilegálních (a dosud skrývaných) radiových stanic. Ty začaly fungovat v éteru pod krycím označením Jack a Magda (Radiostanice Magda byla pojmenována dle jména Jedličkovy manželky.)

#### Kódování a dekódování depeší
Šifrování radiových depeší a jejich dešifrování prováděl pracovník Mineralogického oddělení Národního muzea Doc. RNDr. Radim Nováček. Mineralog Radim Nováček plnil rovněž šifrové úkoly pro odbojovou organizaci Politické ústředí (PÚ). Dalším šifrantem (pracujícím pro Josefa Jedličku) byl mineralog Národního muzea profesor RNDr. František Ulrich. Pro kódování a dekódování zpráv byl používán sovětský šifrový klíč. Základem kódové knihy bylo zprvu knižní vydání románu Vojtěcha Martínka – Než se kořeny uchytí. Později byl pro potřeby kódové knihy využíván německý životopisný román o básníku Theodoru Körnerovi.

#### Umístění radiových kompletů
Vhodná místa k vysílání jakož i bezpečnost provozu radiových stanic zajišťovali řidič Ladislav Stříbrský a zahradník Jaroslav Toufar. Vysílalo se nejčastěji z areálu Macháčkových stodol v Praze–Karlově, dále z Libně, Vysočan, Pankráce, Nuslí, Vršovic, Letné a taktéž i z půdních prostor několika obytných domů v Přelouči. Výjimku však netvořila ani místa na Českomoravské vysočině, hausbót kotvící v podolském areálu Českého yacht klubu nebo areál Emauzského kláštera.

#### Obsluha radiových kompletů
Radiostanice byly obsluhovány především operátory z Radiotelegrafické skupiny ON – východ (viz výše). Volací znak radiové centrály GRU byl FKX, přičemž poslední písmeno (X) se měnilo podle krycího jména konkrétního obsluhujícího operátora.[zdroj?]

#### Další podrobnosti o vysílání
Jako spojky mezi majorem Josefem Jedličkou a radiotelegrafickou skupinou fungovali Antonín Zaplatílek (majitel klempířské firmy na Malé straně), kloboučník Josef Fetter a krejčí Václav Jelínek. Provoz radiových stanic probíhal vždy ráno, každé druhé pondělí a poslední čtvrtek v příslušném kalendářním měsíci od 06:00 hod SEČ (středoevropského času) na frekvenci 6,38 MHz (vlnová délka 47 m).

### Moravská pětka (MP)
V období od podzimu 1939 do jara 1940 se protektorátním represivním složkám podařilo zatknout většinu představitelů Obrany národa a rozbít tak jeho první garnituru. Od léta roku 1940 začala v Brně působit odbojová skupina Moravská pětka (MP). Ta v sobě spojovala zbytky bývalé ON a její civilní vysokoškolské sekce, včetně dalších příslušníků inteligence zapojené do odbojové činnosti. Mimo jiných patřili ke členům MP:
- JUDr. František Chládek – policejní rada brněnského policejního ředitelství;
- Doc. RNDr. et ThDr. František Schacherl – pedagog Masarykovy university;

jakož i příslušníci dřívější civilní vysokoškolské sekce při zemském velitelství ON v Brně:
- prof. RNDr. František Koláček;
- prof. RNDr. František Říkovský;
- Doc. RNDr. Bohuslav Hrudička a
- prof. RNDr. Josef Sahánek.[2]

V létě roku 1940, v souvislosti s rozšiřováním rozsahu své zpravodajské činnosti, obnovil major RNDr. Josef Jedlička vzájemné kontakty se svými známými z dob svých vysokoškolských studií v Brně. Vysokoškolští pedagogové (Doc. RNDr. Bohuslav Hrudička, prof. PhDr. František Koláček, prof. RNDr. František Říkovský a nejspíše i prof. RNDr. Josef Sahánek) se (kromě jiné odbojové činnosti) podíleli (podle Jedličkových požadavků) i na vypracování odborné geograficko–klimatologické studie. Studie se týkala některých oblastí Moravy a Slezska a jejich možného využití pro vojenské vzdušné výsadky sovětské armády.
Dalšími zdroji zpravodajských informací Josefa Jedličky (z řad moravských složek ON) bylo i několik úředníků, kteří působili v rámci vyšších brněnských policejních kruhů. Jedlička získával (a dále předával) informace získané od odbojové skupiny Junák Kutná Hora (později nazývané Veselá sedma). (Tato skupina byla součástí ilegální odbojové organizace Zpravodajská brigáda napojené na organizaci PVVZ.) Kutnohorská odbojová skupina zjišťovala a předávala informace o vojenských transportech v kolínském železničním uzlu a o výrobě minerálních olejů v místní rafinérii. Za tímto účelem byla radiová stanice Magda (na přechodnou dobu) přemístěna do Kutné Hory a na Přeloučsko. Tady informace o stavu na železnici zjišťovali zejména Josef Kaube a výpravčí Českomoravských drah (ČMD) Bohumil Brožek. Zprávy o situaci v kolínské rafinérii předával profesor Obchodní akademie v Kolíně Ing. Karel Hladeček, vedoucí odbojové organizace Junák Kutná Hora, dále Josef Doskočil a Alfonz Redmunda, kteří rovněž informovali o výrobě kyanidu draselného a o výstavbě nového naftového potrubí. Za důležitou přepážku k předávání zpravodajských informací zde sloužila trafika Františka Pipka nacházející se v blízkosti služebního domu ČMD.

### Stupňování tlaku na odboj
- Od jara roku 1941 provádělo pražské Gestapo jakož i pražská pobočka Abwehru (německá vojenská zpravodajská služba) intenzivní pátrání po neznámém zrádci Agentu X (Agent A-54) působícím v německých řadách a poskytujícím ilegální odbojové organizaci ÚVOD četné cenné zpravodajské informace.[2]
- Zároveň probíhalo pátrání po dislokaci radiové stanice Sparta, která zpravodajské informace ÚVOD předávala rádiové ústředně československé zpravodajské služby umístěné v Dukes Hill u Woldinghamu poblíž Londýna.[2]
- V souvislosti s těmito německými bezpečnostními aktivitami byl (mimo jiných osob) zatčen podplukovník Josef Balabán (22. dubna 1941) a podplukovník Josef Mašín (13. května 1941).[2]
- Zastupující říšský protektor (SS-obergruppenführer a generál policie) Reinhard Heydrich druhý den (28. září 1941) po nástupu do funkce vyhlásil stanné právo (na území politických správních okresů: Praha, Brno, Moravská Ostrava, Olomouc, Hradec Králové a Kladno), které bylo (od 1. října 1941) rozšířeno dále na okresy: Hodonín, Uherský Brod a Uherské Hradiště. V rámci tohoto výjimečného stavu byly zřízeny Stanné soudy (Standgerichten). Jejich úkolem bylo ve zkráceném řízení projednat a odsoudit všechny projevy nepřátelské činnosti namířené proti Říši.[2]
- Dne 4. října 1941 byl v Praze–Jinonicích přepaden gestapem Jinonický akcíz, odkud vysílala ilegální radiová stanice Sparta. V následujících dnech se rozběhla rozsáhlá zatýkací akce pražského gestapa s cílem odhalit a zničit opět zesilující ilegální odbojové hnutí.[2]
- Začátkem října 1941 vystupňovalo svoje úsilí i brněnské gestapo, které se snažilo odhalit a rozbít ilegální odbojovou organizaci Moravská pětka (MP). Dne 6. října 1941 byl zatčen jeden z vedoucích představitelů MP, tehdejší policejní rada policejního ředitelství v Brně, JUDr. František Chládek. Při výslechu následující den po zatčení (7. října 1941) byly použity metody brutálního mučení vedoucí k jeho smrti (ráno 8. října 1941). JUDr. František Chládek během výslechů uvedl jména svých brněnských spolupracovníků: policejního rady Bohumila Hromádky a policejního komisaře Jindřicha Procházky. Oba jmenovaní byli okamžitě zatčeni. Při jejich výslechu bylo (kromě jiných) rovněž zmíněno i jméno Josefa Jedličky. (Podle poválečné výpovědi příslušníka referátu II BM brněnského Gestapa Karla Wochiana se Hromádka i Procházka po svém zatčení a výslechu zavázali pracovat jako Vertrauensmanner (důvěrníci) Gestapa.)[2]

### Co vědělo gestapo o odboji do roku 1941

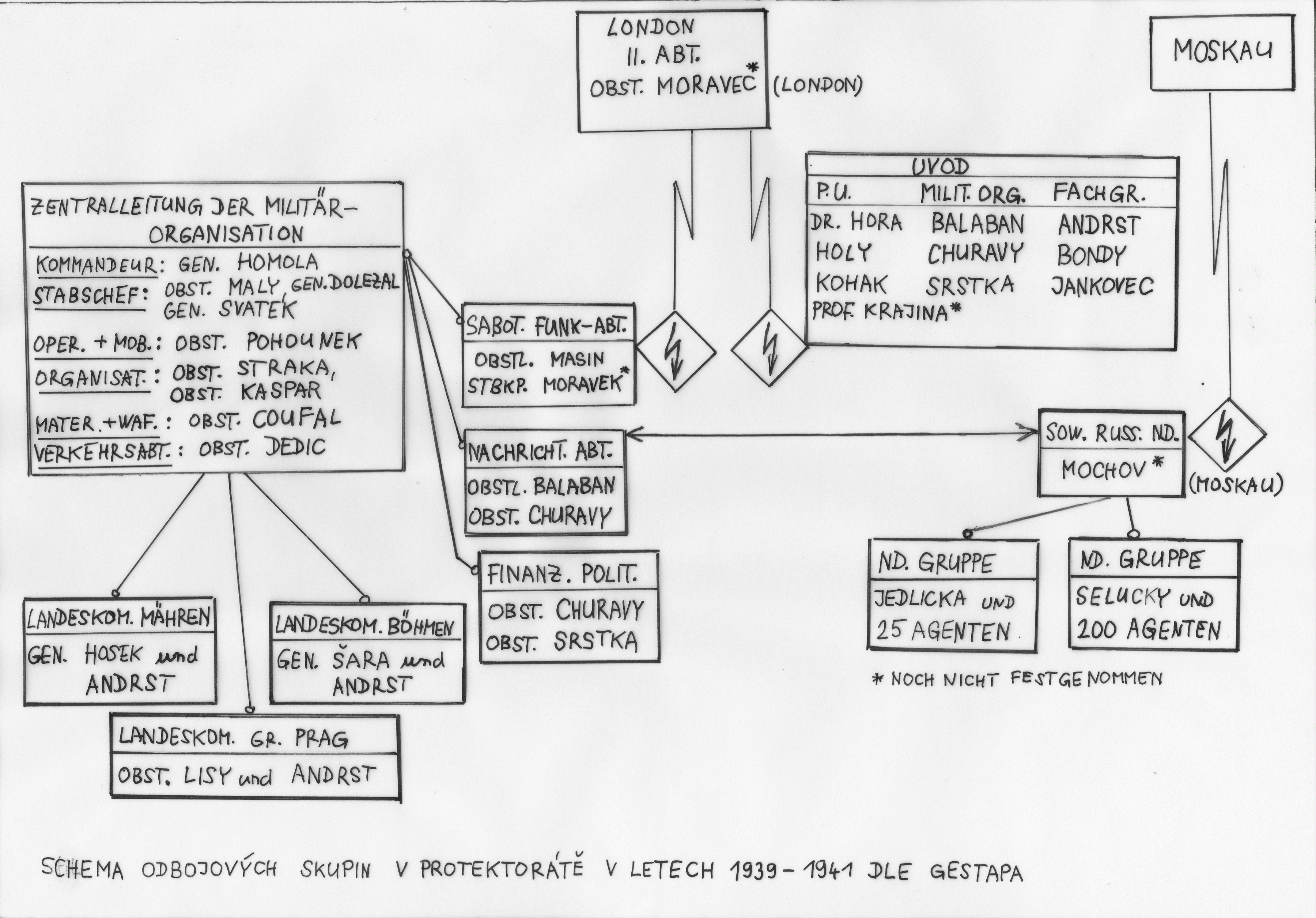
„Gestapácký pavouk“ znázorňující Schéma činnosti a vedení některých odbojových skupin v protektorátu v letech 1939 až 1941

Zajímavý obrázek o tom, co všechno vědělo gestapo o odboji poskytuje Schéma činnosti a vedení některých odbojových skupin v protektorátu v letech 1939 až 1941. Na tomto schématu je uvedeno několik údajů, které se vztahují k problematice probírané v tomto hesle:
- Naznačen radiotelegrafický kontakt SOW. RUSS. ND. = Sowjet russische Nachrichtendienst = Sovětská ruská zpravodajská služba s MOSKAU = Moskvou. V obdélníčku SOW. RUSS. ND. je uveden MOCHOV = Leonid Andrejevič Mochov (generál GRU, vlastním jménem Leonid Andrejevič Michejev). Je u něj poznámka noch nicht festgenommen = dosud nebyl zatčen (opustil spěšně rezidenturu v Praze počátkem března 1941).
- Na políčko SOW. RUSS. ND. je navázáno pole ND. GRUPPE = Nachrichtendienst gruppe = Výzvědná (zpravodajská) služba skupina. Pod tím je uvedeno SELUCKY und 200 Agenten = Radoslav Selucký a 200 agentů = jedná se o četaře Radoslava Seluckého a jeho agenturní síť. Její činnost byla demaskována počátkem března 1941 Hlavním říšským bezpečnostním úřadem (RSHA - Reichssicherheitshauptamt).
- Na políčko SOW. RUSS. ND. je navázáno pole ND. GRUPPE = Nachrichtendienst gruppe = Výzvědná (zpravodajská) služba skupina. Pod tím je uvedeno JEDLICKA und 25 Agenten = major RNDr. Josef Jedlička a 25 agentů.

### Události předcházející zatčení Josefa Jedličky
Dne 4. října 1941 byl zatčen rezident GRU pro oblast Moravy Antonín Kos. O čtyři dny později (8. října 1941) byl zatčen Václav Jelínek (zemřel 22. října 1941 na následky brutálních výslechů). Obdobně byli ve svém bytě zatčeni manželé Vojáčkovi (viz níže: v noci z 9. října 1941 na 10. říjen 1941). Všichni tito zatčení byli vyslýcháni a není vyloučeno, že někdo z nich uvedl i jméno Josefa Jedličky. Prozrazení Jedličky mohlo také souviset s předchozím odhalením zpravodajské činnosti sítě Radoslava Seluckého. Četař Radoslav Selucký byl bývalý předválečný příslušník československého vojenského letectva. Jím řízená zpravodajská síť pracovala ve prospěch SSSR také pod řízením rezidentury GRU v Praze. (V agenturní zpravodajské síti předválečného příslušníka československého vojenského letectva četaře Radoslava Seluckého od počátku března 1941 rovněž působil Jaroslav Bednář z Prahy–Modřan (bývalý vojenský pilot) pracující toho času jako obchodní cestující. Byl to právě Bednář, který zároveň působil jako konfident gestapa, kdo přivedl gestapo na stopu Seluckého skupiny.)

### Zatčení Josef Jedličky

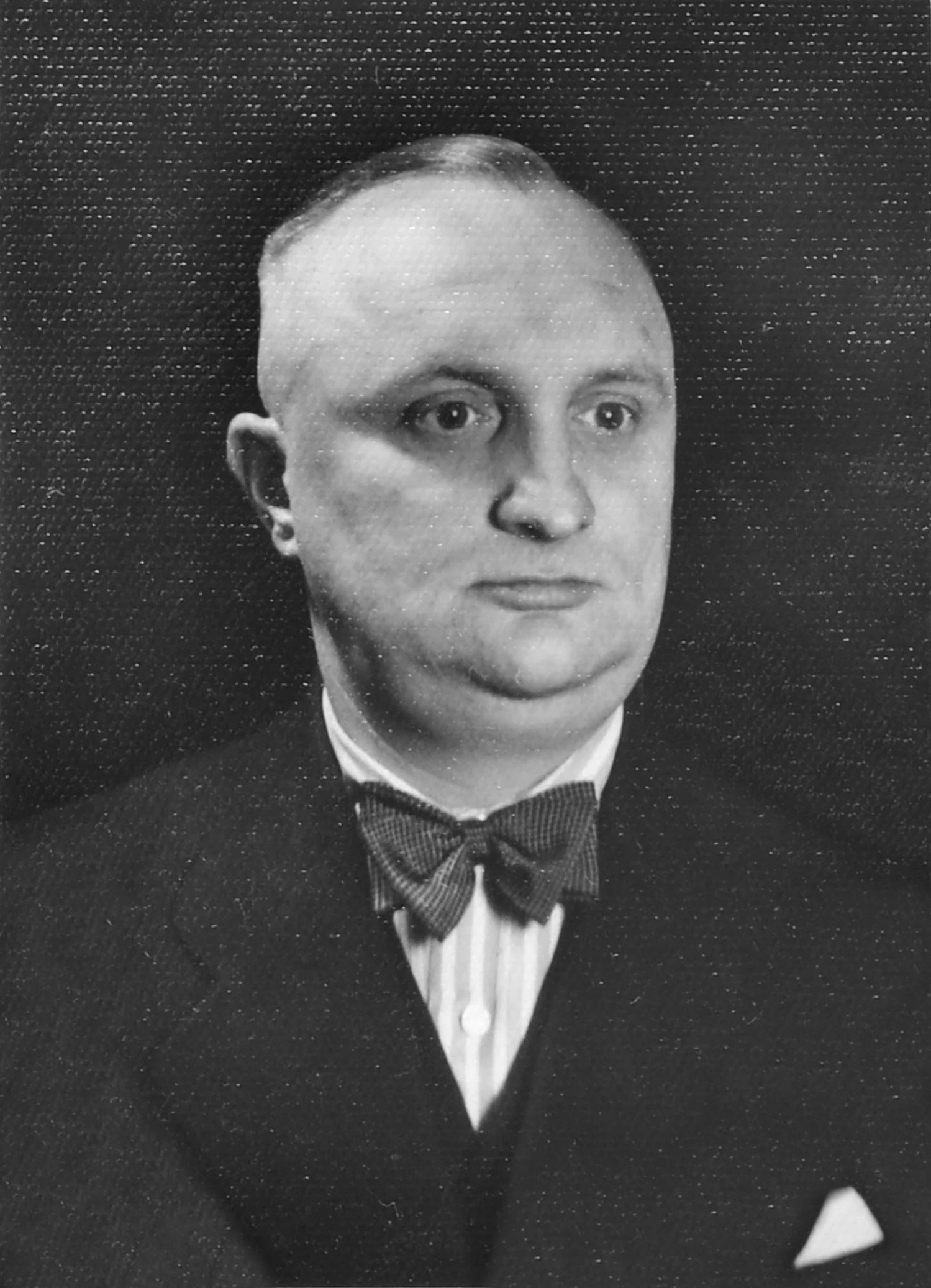
Fritz Petereit

Zatýkací akce pražského gestapa (pod vedením Referátu IV b2), provedená v noci z 8. října 1941 na 9. října 1941 (přesněji: v sobotu 9. října 1941 kolem 02:30 nad ránem) cílila na docenta RNDr. Vladimíra Krajinu (jednoho z nejvyšších představitelů domácího nevojenského odboje). Zátah se odehrál na Letné v konspiračním bytě klempíře Josefa Rozuma, kde se měl Vladimír Krajina údajně tou dobou vyskytovat. V tomto bytě hodlal Josef Jedlička buď zanechat k zakódování zpravodajské depeše pro šifranta nebo se tu měl Jedlička přímo setkat s přiděleným šifrantem od Politického ústředí (tj. mineralogem RNDr. Radimem Nováčkem), kterému měl předat k zakódování další zpravodajské informace určené jako radiové depeše pro centrálu sovětské vojenské rozvědky GRU. Místo Vladimíra Krajiny však gestapo v bytě překvapilo neznámou a podezřelou osobu. Ta byla zasahujícími příslušníky gestapa ihned zatčena. Před zatčením se Jedlička snažil zničit koncepty zpravodajských depeší. V inkriminovaný okamžik se při vzniklé potyčce chtěl Jedlička zastřelit, ale v tom mu pohotově zabránil jeden z příslušníků zatýkacího komanda – kriminální tajemník Klaus (Fritz) Petereit.

### Další kroky gestapa po zatčení Josefa Jedličky
Po zatčení Josefa Jedličky spustilo gestapo další vlnu výslechů, razií a zatýkání a to především těch osob, které byly ve spojení s Radiotelegrafickou skupinou ON – východ a s odbojovou skupinou Julek. Tyto osoby byly německými bezpečnostními složkami již několik měsíců sledovány a hrozilo reálné nebezpečí, že tyto osoby budou varovány a z připravované léčky na poslední chvíli uniknou.

### Výslechy
Tato kapitola se opírá především o informace uvedené v detailním životopisu Josefa Jedličky tak, jak je zpracován ve zdroji. V žádném případě nebylo záměrem snižovat ani jeho morální, volní či osobní kvality natož pak jakkoli zpochybňovat zpravodajský význam osobnosti Josefa Jedličky a znevažovat jakkoliv jeho působení v protektorátu. (Zostřené výslechové metody gestapa zahrnující psychický nátlak současně doprovázený fyzickým trýzněním a mučením byly nekonečně vynalézavé a dlouhodobě jim odolávat nebylo v silách mnoha zatčených odbojářů.)[zdroj?]
Zostřené výslechy Josefa Jedličky a Josefa Churavého prováděli na řídící služebně pražského gestapa:
- vedoucí IV. Oddělení Wilhelm Schultze,
- inspektor III. oddělení Oskar Fleischer,
- vrchní kriminální tajemník III. oddělení Willi Abendschön a
- vedoucí protikomunistického referátu Willi Leimer.

Na výsleších Josefa Jedličky se rovněž podílel bývalý předválečný příslušník československé policie Josef Chalupský.
Informace takto získané, spolu s dalšími výpověďmi Jedličky, doplněnými údaji (podvodnou lstí vylákanými) od Jedličkovy manželky Magdy a následné zatčení dalších osob, měly tragický dopad na členy ilegální odbojové organizace Julek, „Radiotelegrafické skupiny Obrany národa (ON) – východ“ (viz níže) a rovněž na další odbojové spolupracovníky.

#### Vladimír Krajina, Josef Balabán, Josef Churavý
Jedlička byl podroben těžkému zostřenému výslechu. Na jeho ženu Magdu použilo gestapo osvědčenou lest. Pod záminkou možnosti záchrany života svého manžela byla Magda Jedličková přinucena gestapem ke spolupráci.
Při brutálním výslechu major RNDr. Josef Jedlička prozradil, že působí v protektorátu jako sovětský zpravodajský rezident. Také prozradil informace o své zpravodajské činnosti, o používaném šifrovém klíči a o svých dalších spolupracovnících. Jedlička také uvedl, že se scházel s docentem Vladimírem Krajinou a s podplukovníkem Josefem Balabánem, u kterého viděl několik důvěrných dokumentů a informací zpravodajského charakteru pocházejících od jemu osobně neznámého, pravděpodobně vysoce postaveného příslušníka SS nebo Wehrmachtu. Jedlička navíc uvedl i místo a čas schůzky s důležitou osobou v domácím odboji – s Kaprem – plukovníkem Josefem Churavým. (Plukovník Josef Churavý byl Jedličkův bývalý spolupracovník ve Vojenském zeměpisném ústavu (VZÚ) (viz výše). V roce 1941 působil jako jeden z vedoucích představitelů odbojové organizace Obrana národa (ON), byl jejím zástupcem v organizaci ÚVOD a rovněž působil jako vedoucí vojenské části PVVZ.)

#### Josefa Kochmannová, Anna Slezová
Jedlička také vyzradil gestapu informaci o Balabánově družce Josefě Kochmannové a její dceři Haně (* 1932). Komisař Oskar Fleischer nařídil tlumočníkovi gestapa Josefu Chalupskému a inspektoru Šípovi sledovat Josefu Kochmannovou i její matku Annu Slezovou, ke které měl (dle policejního šetření) chodit na obědy štábní kapitán Václav Morávek. Díky pasivnímu přístupu Chalupského a Šípa nepřineslo sledování obou žen žádné konkrétní výsledky. Přesto byla Josefa Kochmannová dne 6. ledna 1942 zatčena a byla konfrontována s Magdou Jedličkovou. Jedličková se snažila Kochmannovou usvědčit z práce pro odboj, což Kochmannová odmítala. Nakonec Kochmannové významně pomohl Josef Chalupský. Přesvědčil kriminálního asistenta Karl Herschelmanna (Karel Herschelmann), aby vyřadil Josefu Kochmannovou a její matku Annu Slezovou ze složky určené pro stanný soud. Nakonec byly obě ženy v polovině února 1942 propuštěny.

#### František Pavelka (PERCENTAGE)
Na základě výpovědi Josefa Jedličky byl dne 25. října 1941 zatčen svobodník aspirant František Pavelka (příslušník paradesantního výsadku Percentage). (Vzdušný výsadek se uskutečnil v noci na 4. října 1941. Cílem bylo předat ilegální odbojové organizaci ÚVOD novou radiostanici MARK III, navázat spojení s Londýnem a dále v ní působit jako radiotelegrafista.) Po svém zatčení (25. října 1941) byl František Pavelka nejprve vězněn v pankrácké věznici. Pak byl předán (5. srpna 1942) berlínskému lidovému soudu. Zde byl (19. srpna 1942) odsouzen k trestu smrti. Dne 11. ledna 1943 byl ve věznici v Berlíně-Plötzensee popraven stětím. Při svém zatčení nestačil František Pavelka zničit všechny vysílací údaje, záchytné adresy a další materiály, které měl u sebe. Gestapo tak získalo adresy rodin Horákových a Stříbrných z Lidic. Po atentátu na zastupujícího říšského protektora Reinhadta Heydricha byly tyto údaje zneužity k odvetným opatřením – vypálení Lidic (10. června roku 1942).

### Zatčení plukovníka Josefa Churavého
Místo majora Josefa Jedličky čekal na Churavého (alias Kapra) dne 9. října 1941 ve 21 hodin na nábřeží Na Františku komisař Willy Abendschön oblečený do Jedličkových šatů. (oba měli zezadu obdobnou postavu). A nebyl sám. Celé nábřeží bylo obklíčeno dvěma kordony české i německé policie, v záloze byla připravena i říční policie s motorkami. Gestapo mělo od Jedličky Kaprův popis a tak nebylo složité přepadnout Churavého zezadu a ihned mu nasadit pouta, aby nemohl použít zbraň. Zatčený byl odvezen do Petschkova paláce (od roku 1757 do 1946 to byla Bredovská ulice, nyní je to ulice Politických vězňů 929/20), kde celou noc proseděl na židli.[zdroj?]

### Následné zatýkání dalších osob
Ještě v den zatčení Josefa Churavého (9. října 1941) byl zatčen druhý šifrant profesor experimentální mineralogie RNDr. František Ulrich. O den později (10. října 1941) byl ve svém bytě (v Praze XIV - Nuslích, Žateckých 1224/12, 140 00 Praha 4) zatčen mineralog (a šifrant Politického ústředí) RNDr. Radim Nováček. O dva dny později (11. října 1941) byli zadrženi malíř a grafik Emanuel Prüll a major Vladimír Ellner. Za další dva dny (13. října 1941) byl zatčen radiový mechanik Jindřich Fröde a následně den poté (14. října 1941) radisté František Chyba a Otakar Batlička. Další dva dny nato (16. října 1941) byli potom zajištěni Jaroslav Toufar a Ludvík Stříbrský, včetně dalšího radisty Ing. Jaroslava Kleinera. (Jaroslav Kleiner byl zatčen společně se svojí manželkou Antonií Kleinerovou. Oba byli totiž zároveň napojeni na činnost odbojové organizace PVVZ.) Kdy, kde a za jakých okolností byl zatčen elektrotechnik a radista Jiří Řanda, není známo.
Většina zatčených mužů (jakož i dříve zajištěný šifrant – mineralog Radim Nováček) byli nejprve společně vězněni a vyslýcháni na Pankráci. Odtud byli dne 15. listopadu 1941 převezeni do Malé pevnosti Terezín. Stanným soudem v Praze byli dne 19. ledna 1942 odsouzeni k trestu smrti za velezradu. Dne 6. února 1942 byli deportováni do koncentračního tábora Mauthausen. Tady byli v odpoledních hodinách v pátek dne 13. února 1942 (nejspíše rukou nacistického lékaře Eduarda Krebsbacha nebo některého z jeho pomocníků) popraveni (viz níže).

### Zatýkání na Brněnsku
Informace získané gestapem při brutálních výsleších policejního rady policejního ředitelství v Brně JUDr. Františka Chládka, policejního rady Bohumila Hromádky a policejního komisaře Jindřicha Procházky vedly k odhalení a zatčení (17. října 1941) docenta anorganické chemie na Masarykově universitě RNDr. et ThDr. Františka Schacherla. Následná domovní prohlídka v jeho bytě dala do rukou vyšetřovatelů trumf – vlastnoručně vedený deník. Ten obsahoval seznam osob s přehledem jejich peněžitých darů pro odboj. Dále byla v bytě objevena vojenská mapa území Moravy a Slezska, na které byly vyznačeny plochy geograficky a klimatologicky vhodné pro provedení případných vzdušných výsadků, jejímž autorem byl prof. PhDr. František Koláček. Ten byl zatčen 5. prosince 1941. Pražská ústředna gestapa, v souvislosti s objasňováním dalších možných aktivit RNDr. Josefa Jedličky na Moravě a při prověřování jeho kontaktů na brněnské policejní úředníky Bohumila Hromádku a Jindřicha Procházku, odhalila jméno Doc. RNDr. Bohuslava Hrudičky. Ten byl zatčen 17. listopadu 1941. Při výsleších Bohuslava Hrudičky byl zjištěn jeho podíl na vypracování několika geografických a klimatologických analýz oblastí na území Moravy a Slezska vhodných k provedení vzdušných paradesantních výsadků. Odhalení a zatčení prof. RNDr. Josefa Sahánka (10. prosince 1941) a prof. RNDr. Františka Říkovského (11. prosince 1941) logicky následovalo.
- Stanným soudem v Brně byl 13. ledna 1942 odsouzen k trestu smrti Prof. PhDr. František Koláček. Dne 3. února 1942 byl transportován do koncentračního tábora Mauthausen, kde byl dne 7. května 1942 popraven.[2]
- Doc. RNDr. Bohuslav Hrudička byl po svém zatčení vězněn v brněnských Kounicových kolejích. Dne 3. února 1942 byl rozhodnutím stanného soudu předán gestapu k provedení nařízené ochranné vazby a převezen do koncentračního tábora Mauthausen. Tady 13. dubna 1942 zemřel na pleuropneumonii, jako následek předtím prodělaného zánětu plic.[2]
- Obdobným způsobem byl v Brně vězněn prof. RNDr. František Říkovský. Také byl 3. února 1942 v rámci nařízené ochranné vazby transportován do koncentračního tábora Mauthausen. Zde byl dne 15. října 1942 umučen během svého těžkého neurologického onemocnění.[2]
- Prof. RNDr. Josef Sahánek byl nejdříve také vězněn a vyslýchán v Kounicových kolejích v Brně. Dne 3. února 1942 byl v rámci nařízené ochranné vazby a převezen do koncentračního tábora Mauthausen, kde byl dne 23. března 1942 umučen.[zdroj?]

### Další důsledky dopadení Josefa Jedličky
V přímé souvislosti s činností Josefa Jedličky bylo gestapem pozatýkáno celkem 76 jeho spolupracovníků (22 z nich bylo v koncentračních táborech a věznicích popraveno nebo umučeno). V souvislosti se zapojením do činnosti jiných odbojových skupin, ale i z důvodů spolupráce s Josefem Jedličkou bylo zatčeno dalších nejméně 8 osob, které byly později rovněž popraveny či umučeny.

### Gestapem neodhalení odbojáři
Z nejbližších Jedličkových spolupracovníků se před zatčením gestapem podařilo uniknout Antonínu Zaplatílkovi, Josefu Kaubemu, Bohumilu Brožkovi a Františku Pipkovi. Ti se až do května 1945 skrývali v ilegalitě. Rovněž neodhalen zůstal radiotelegrafista Emil Jirát. Jirát byl k odboji přiveden prostřednictvím Otakara Batličky až v pozdějším období a bez vědomí Vladimíra Ellnera a Josefa Jedličky. Ti o jeho zapojení do systému radiotelegrafického spojení nebyli nikdy, ani dodatečně informováni. František Klečka nebyl při své odbojové činnosti gestapem nikdy odhalen a v květnu 1945 se vrátil se sovětskou armádou do osvobozeného Československa. Jeho bratr Vojtěch Klečka nebyl při své odbojové činnosti gestapem nikdy odhalen. Josef Jedlička rovněž spolupracoval s JUDr. Erikem Kolárem, který nejspíše dodával informace z prostředí pražské židovské obce. V souvislosti se spoluprací s Josefem Jedličkou nebyl Kolár také nikdy odhalen.

### Manželky odbojářů
Manželky odbojářů: Antonie Kleinerová, Kateřina Rozumová, Olga Vojáčková, Marie Churavá, Marta Batličková, Věra Chybová, Božena Stříbrská, Růžena Toufarová, Julie Frödeová, Naděžda Melniková-Papoušková a další byly většinou odvlečeny do koncentračního tábora v Ravensbrücku. Tady se po celou dobu války o osudech svých manželů prakticky nic nedozvěděly. Věznění nakonec přežily a v roce 1945 se vrátily do osvobozeného Československa.

### Agent A-54
Ve druhé polovině roku 1941 a počátkem roku 1942 gestapo postupně odhalilo, zatklo a prakticky zničilo téměř celou síť spolupracovníků a členů ilegální odbojové organizace ÚVOD. Po zničení radiových stanic třídy Sparta, zatčení majora RNDr. Josefa Jedličky, plukovníka Josefa Churavého a dalších osob se pražské gestapo přiblížilo k odhalení identity dosud neznámého zrádce (Agenta X) působícího ve vlastních řadách. Tím se nakonec ukázal být Paul Thümmel. Ten v té době působil jako Hauptvertrauensmann (Hlavní důvěrník) oddělení kontrašpionáže pražské úřadovny Abwehru a zároveň vedoucí jeho domácí (protektorátní) sítě agentů. Paul Thümmel (osobní přítel Říšského vedoucího SS Heinricha Himmlera, zasloužilý člen NSDAP) byl od roku 1936 veden jako placený spolupracovník 2. oddělení hlavního štábu MNO (československé vojenské zpravodajské služby) s kódovým označením agent A-54 (krycími jména Voral, Franta, René a další).

### Věznění, odsouzení, trest smrti
Po zatčení byl Josef Jedlička vězněn a vyšetřován v policejní věznici gestapa Praha-Pankrác. Na základě § 4 Nařízení o výjimečném stavu ze dne 27. září 1941 byl dne 2. února 1942 rodině Jedličkových zabaven veškerý jejich osobní movitý i nemovitý majetek. Mimořádným stanným soudem v Praze byl major RNDr. Josef Jedlička v úterý dne 30. června 1942 odsouzen k trestu smrti za velezradu. Podle protokolu byl popraven zastřelením dne 30. června 1942 kolem 19:30 hodin na pražské kobyliské střelnici jako poslední toho dne z trojice: podplukovník Josef Mašín, plukovník Josef Churavý a major Josef Jedlička.

Seznamy popravených v Praze na Kobyliské střelnici dne 30. června 1942
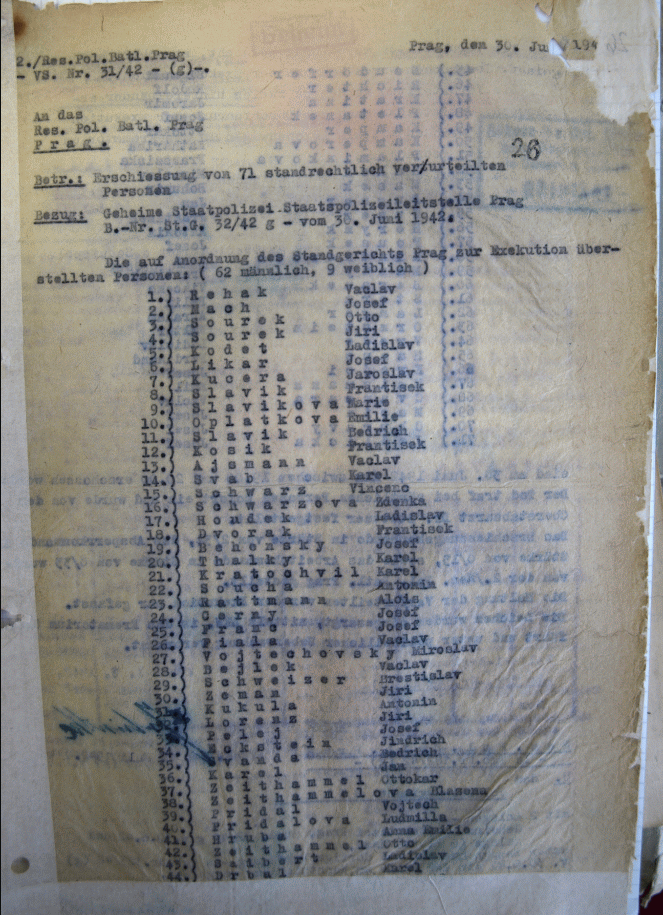
Popravní protokol z 30. června 1942 (1. strana, německý originál)
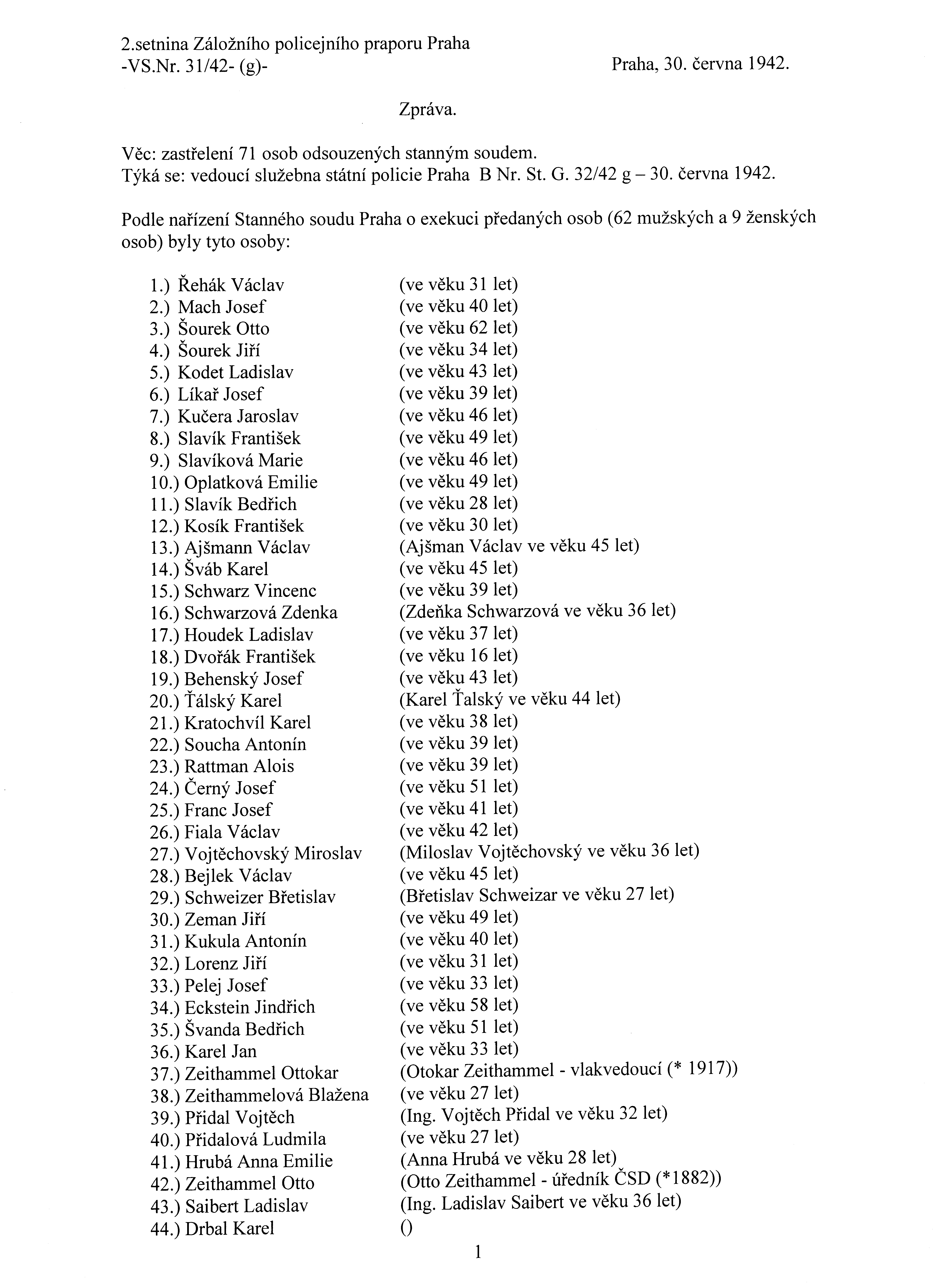
Popravní protokol z 30. června 1942 (1. strana, překlad do češtiny)
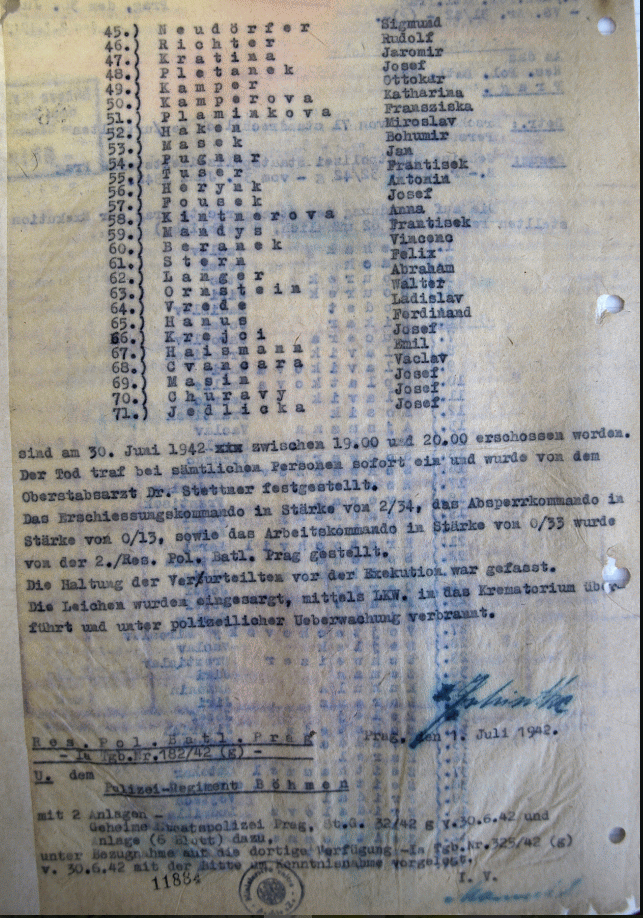
Popravní protokol z 30. června 1942 (2. strana, německý originál)
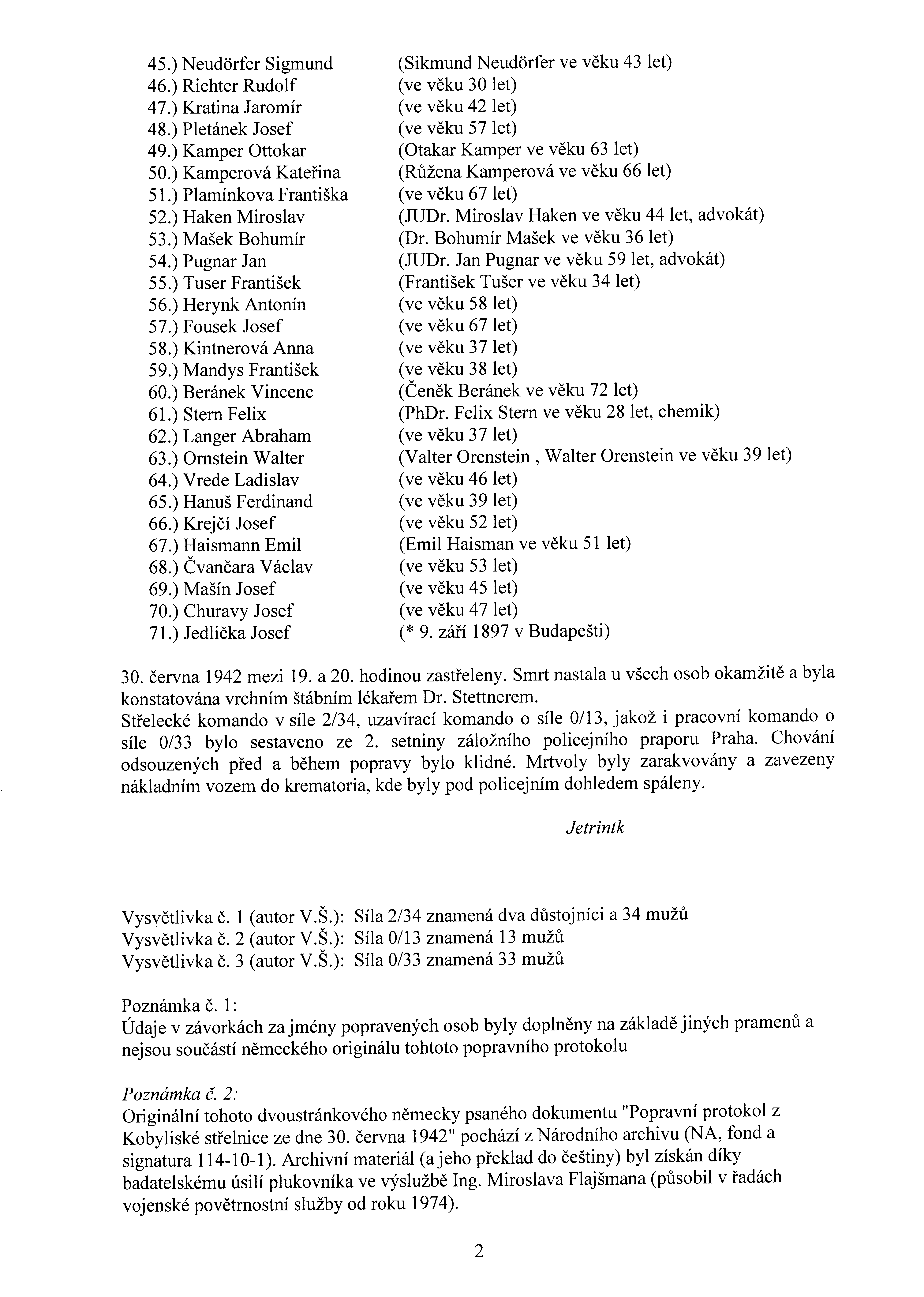
Popravní protokol z 30. června 1942 (2. strana, překlad do češtiny)

## Řády, vyznamenání, povýšení, ...
Josef Jedlička obdržel za svoje působení v československých legiích v době legionářské anabáze v Rusku následující vyznamenání:
- Československý válečný kříž 1914–1918[2]
- Kříž svatého Jiří[2]
- Československá medaile Vítězství[2]
- Československá revoluční medaile 1920[2]

Josef Jedlička i jeho manželka Magdaléna Jedličková obdrželi za svoji odbojovou činnost ve druhé světové válce In memoriam:
- Československý válečný kříž 1939 - Dne 20. října 1945 udělil, z pověření presidenta republiky, ministr obrany ČSR armádní generál Ludvík Svoboda (zveřejněno ve Věstníku MNO, Čj. 42772 – I./8 odděl. ze dne 8. října 1945)[2]

## Magdaléna Jedličková

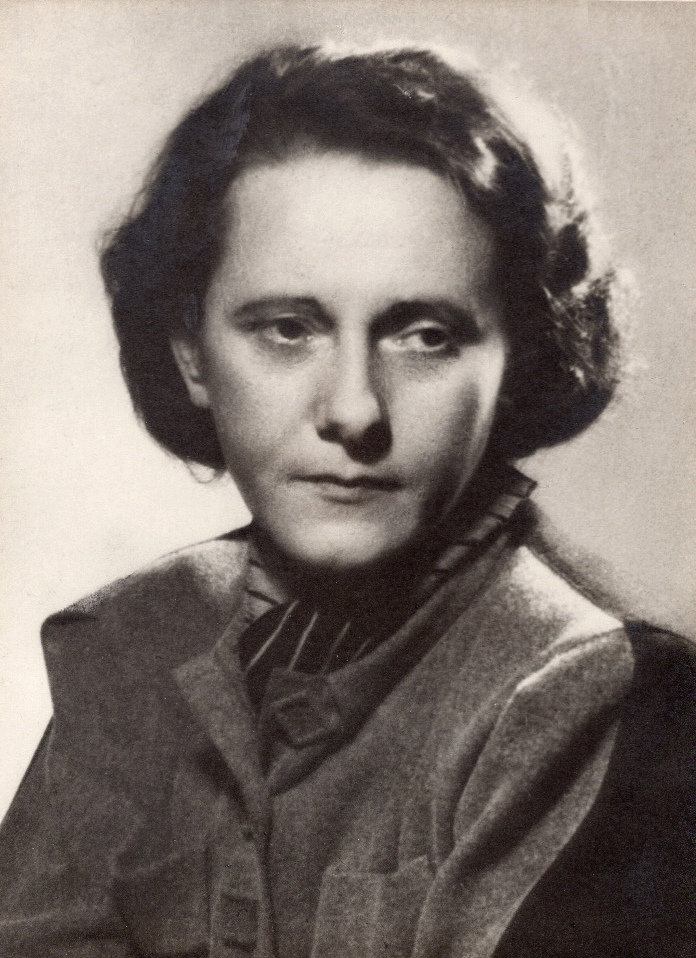
Magdaléna Jedličková

Zhruba jeden rok po popravě Josefa Jedličky byla (27. června 1943) zatčena brněnským gestapem manželka Josefa Jedličky Magdaléna Jedličková. (Zatčení bylo realizováno v souvislosti s kontrašpionážní akcí brněnského gestapa vedenou pod názvem Löve, během níž Magdaléna Jedličková neznámo jak a kam zmizela.) Zatčení Jedličkové přímo souviselo s činností Rudolfa Königa. Rudolf König byl vrchním kriminálním asistentem kontrarozvědného referátu III-D (funkspiele) při řídící úřadovně gestapa v Brně. V rámci akce Löve se v roce 1943 podílel na vedení kontrašpionážní radiové hry proti moskevské centrále vojenské rozvědky GRU. Podrobnosti o akci Löve a o úloze Magdalény Jedličkové v ní uvedl König ve své poválečné výpovědi (16. října 1945/č.j. 12543/45) na Státně bezpečnostním oddělením Ředitelství národní bezpečnosti v Brně.

### Hledání Josefa Jedličky
Radiovou depeší (na jaře 1943) požadovala moskevská centrála GRU po sovětském agentovi (Achim Tristan Paltschik – vlastním jménem Karel Polák – česko–německý elektrotechnik a komunistický emigrant) kontaktovat v Praze majora Josefa Jedličku. (Ten kdysi zpravodajsky pracoval pro SSSR a z neznámých příčin tuto činnost přerušil.) Podle pokynů Moskvy měl agent Paltschik Jedličku vyhledat a získal jej opět pro spolupráci s GRU. Pokud nebude Jedlička nalezen měl agent Paltschik vyhledat jeho manželku, která kdysi pro GRU pracovala jako kurýrka. Zároveň byla v zaslaném radiotelegramu uvedena přesná kontaktní hesla a krycí jména. (V té době byl ale agent Paltschik již zatčen a pracoval jako dvojitý agent pod dohledem gestapa.)

### Hledání Magdalény Jedličkové
Pražská Řídící úřadovna gestapa sdělila té brněnské, že Jedlička byl v roce 1941 zadržen (z důvodu držení tajných radiových stanic a provádění zpravodajské činnosti pro SSSR), odsouzen k trestu smrti a (30. června 1942) popraven a že jeho manželka Magdaléna Jedličková se dosud zdržuje na adrese Heřmanova 1087/10, Praha VII – Holešovice (za protektorátu Hermanngasse). Na uvedenou adresu vyslala brněnská Řídící úřadovna gestapa konfidenta gestapa Jana Kasíka (dříve zatčený člen výsadku S-1/R, organizovaného československou vojenskou misí v SSSR) s cílem zjistit, jak se Magdaléna Jedličková k výzvě centrály GRU zachová.

### Zatčení Magdalény Jedličkové
Kasík Jedličkovou kontaktoval (představil se dohodnutým heslem) a Magdaléna se spoluprací se sovětskou zpravodajskou službou souhlasila. Aby její skutečná spolupráce neohrozila rozehranou kontrašpionážní rádiovou protihru Löve, musela být Magdaléna okamžitě zatčena (27. června 1943). Následně pak byla předána kriminálnímu komisaři Heinzu Zielfeldovi (vedoucí referátu III-D (funkspiele) při Řídící úřadovně gestapa v Brně).

### Další osud Magdalény Jedličkové
Poválečná výpověď vrchního kriminálního asistenta kontrarozvědného referátu III-D (funkspiele) při Řídící úřadovně gestapa v Brně Rudolfa Königa provedená dne 16. října 1945 Státně bezpečnostním oddělením Ředitelství národní bezpečnosti v Brně, jejíž zápis byl založen pod č. j. 12543/45 částečně objasňuje roli Magdy Jedličkové v kontrašpionážní radiové protihře Löwe. Podle této výpovědi měla být Magda Jedličková údajně původně nejprve tajně předána do Maďarska ke svým rodičům, ale nakonec snad měla být přemístěna do koncentračního tábora v Ravensbrücku. Toto tvrzení je však v rozporu s poválečnými výpověďmi některých manželek spolupracovníků Josefa Jedličky, které byly internovány v koncentračním táboře Ravensbrück, ale přítomnost Jedličkové tam nezaregistrovaly. Dnes je však zřejmé a prokázané, že ve skutečnosti byla Magda Jedličková, jako poloviční židovka, odeslána do koncentračního tábora Osvětim-Březinka, kde byla dne 12. října 1943 zavražděna. Hlavním důvodem její smrti byla především obava gestapa, aby celá zpravodajská hra nebyla prozrazena.

## Jiří Sergej Jedlička
Šestnáctiletý syn Josefa Jedličky Jiří Sergej Jedlička byl zatčen společně se svojí matkou Magdalénou Jedličkovou dne 27. června 1943. Poté, co byl vyslýchán gestapem v pražském Petschkově paláci byl sice propuštěn na svobodu, ale jako opuštěný nezletilý muž (na základě rozhodnutí protektorátních úřadů) pobýval v několika domovech mládeže. Později žil Jiří u své nevlastní babičky Albíny Jedličkové (jeho dědeček Ferdinand Jedlička zemřel v roce 1940, Albína Jedličková v roce 1951) ve Slavkově u Brna. Když Albína Jedličková onemocněla Alzheimerovou chorobou, žil Jiří Sergej Jedlička u soudně určených poručnických rodin Františka Strašila ve Slavkově u Brna (na adrese: Tyršova ulice čp. 547, 684 01 Slavkov u Brna) a Bedřicha Strašila ve Vyškově. (František Strašil a Bedřich Strašil byli bratři jeho nevlastní babičky Albíny Jedličkové.)
V létě roku 1945 navštívil Jiřího Jedličku bývalý Generální konzul SSSR v Praze a zároveň generál GRU Leonid Andrejevič Michejev. Ten Jiřímu přislíbil vrátit osobní rodinné věci, které byly na jaře roku 1941 odeslány do Sovětského svazu (viz výše). Zároveň Leonid Andrejevič Michejev nabídl Jiřímu opětovnou možnost vystěhovat se do SSSR, kde by o něj jako o válečného sirotka mohlo být na náklady státu řádně postaráno. Jiří sice obě nabídky přijal, ale po odcestování generála GRU Michejeva se o osudy Jiřího Jedličky už nikdo, ať již z československé nebo sovětské strany dále prakticky nijak nezajímal.
Koncem roku 1948 žil Jiří Jedlička v Brně (na adrese: Heinrichova 197/9, 602 00 Brno-střed – Stránice). V té době požádal o vydání osvědčení o odbojové činnosti svého otce Josefa Jedličky v době druhé světové války podle Zákona číslo 255/1946 Sbírky.

## Příbuzní Josefa Jedličky a StB
Na konci 70. let dvacátého století a na počátku let 80. se blízcí příbuzní majora RNDr. Josefa Jedličky stali předmětem aktivního zájmu Československé státní bezpečnosti (StB).
Dne 6. února 1976 zavedl Statisticko–evidenční odbor (SEO) KS SNB Brno pod registračním číslem 26333 a archivním číslem 24308 registrační svazek agenturního a kontrarozvědného rozpracování Magdy Jedličkové pod krycím označením Ben.
Od stejného dne (6. února 1976) zavedl rovněž SEO KS SNB Brno pod registračním číslem 26337 a archivním číslem 24308 registrační svazek agenturního a kontrarozvědného rozpracování i na jejího syna Ing. Jiřího Sergeje Jedličku pod krycím názvem Prometheus. Později od 4. července 1977 byl veden Statisticko–evidenčním odborem FMV Praha pod registračním číslem 13560 a krycím názvem Smrk.
Ing. Jiří Sergej Jedlička byl až do konce roku 1983 podezřelý z nepřátelské rozvědné činnosti prováděné ve prospěch cizí zpravodajské služby, neboť byl údajně opakovaně zjištěn (v polovině 70. let dvacátého století) jeho osobní styk s pracovníkem britské ambasády v Praze. Nakonec však orgány StB nezjistily žádné konkrétní poznatky o jeho nepřátelské činnosti. Na konci roku 1983 byl s Ing. Jiřím Sergejem Jedličkou proveden pohovor a operativní svazek byl uzavřen.
Dne 21. prosince 1984 však komise SEO KS SNB Brno rozhodla, že písemné materiály shromážděné k osobě Ing. Jiřího Sergeje Jedličky je nutno nadále zachovat a proto rozhodla o jejich další archivaci a prodloužení doby jejich uložení až do roku 2000. Jiří Sergej Jedlička zemřel na přelomu osmdesátých a devadesátých let dvacátého století. Svazky vedené na něj byly nejspíše skartovány v roce 1989.
Nedílnou součástí kontrarozvědného rozpracování Ing. Jiřího Sergeje Jedličky bylo rovněž prošetření dřívější činnosti jeho matky Magdy Jedličkové a Rudolfa Königa, někdejšího příslušníka Kontrarozvědného referátu III-D (funkspiele) Řídící úřadovny gestapa v Brně, který se v rámci akce Löve podílel v roce 1943 na vedení radiové hry proti moskevské centrále vojenské rozvědky GRU a ve které měla okrajově figurovat i Magda Jedličková. V této souvislosti komise SEO KS SNB Brno rozhodla, že jelikož se jedná o osoby dlouhodobě nezvěstné, nebo již zemřelé, je jejich další evidence bezpředmětná a jako taková byla zčásti zrušena, resp. byla uložena v archivním historickém bezpečnostním fondu H vedeném při SEO FMV Praha.
Důvodem zájmu StB o osobu Ing. Jiřího Sergeje Jedličku nejspíše pramenila i z domněnky, že příslušnost ke svobodným zednářům se velmi často dědí z generace na generaci. Je tedy možné, že Ing. Jiří Sergej Jedlička mohl být původně podezříván z příslušnosti nebo ze sympatií k tajnému svobodnému zednářskému řádu, ve kterém dříve v minulosti rovněž působil jeho otec Josef Jedlička. Řád svobodných zednářů nebo jejich přívrženců nebyl státem nikdy oficiálně zakázán. Českoslovenští zednáři, jako potenciální nepřátelé socialismu, byli StB v období po roce 1948 trvale sledováni a monitorováni. Od 70. let byli rovněž monitorováni i sovětskou KGB.

## Po skončení druhé světové války
- Dne 20. října 1945 udělil In memoriam (z pověření prezidenta republiky) ministr obrany ČSR armádní generál Ludvík Svoboda (zveřejněno ve Věstníku MNO, čj. 42772 - I./8 odděl. ze dne 8. října 1945) majoru RNDr. Josefu Jedličkovi a jeho manželce Magdaléně Jedličkové Československý válečný kříž 1939.[2]
- V roce 1949 byl majoru RNDr. Josefu Jedličkovi přiznán status popraveného Československého politického vězně.[2]

## Dovětek: Konec členů radiotelegrafické skupiny ON – východ
Radiotelegrafická skupina ON – východ fungovala od léta roku 1940 až do podzimu roku 1941, kdy byla rozbita zásahem gestapa. Měla udržovat zpravodajské spojení ON se Sovětským svazem. K radiové komunikaci používala vysílačku Magda a od konce června 1941 (až do německé destrukce) pomáhala majoru RNDr. Josefu Jedličkovi udržovat radiové spojení jeho pražské rezidentury s moskevskou centrálou GRU. Tento krátký historický exkurs ukazuje, jak se německé bezpečnostní složky a soudy vypořádaly se zajatými a odsouzenými členy této radiotelegrafické skupiny.
V pátek dne 13. února 1942 bylo v KT Mauthausen popraveno celkem jedenáct Čechů. Jednalo se o vůbec první takovouto hromadnou popravu Čechů v tomto koncentračním táboře. Všech jedenáct obětí bylo (za značných bolestí) přesně v tříminutových intervalech postupně usmrcováno vpichem benzinové injekce do srdeční krajiny. Jejich těla byla následně zpopelněna v krematoriu uvnitř koncentračního tábora. Jejich popel byl poté vynesen v sudech a nepietně vysypán z náspu do prostoru mimo koncentrační tábor.
Zde je chronologický seznam popravených Čechů:
- 15.10: Radiotelegrafista František Chyba (ve věku 27 let) z Prahy - Radotína; (v knize zemřelých uveden pod pořadovým číslem 101); (vězeňské registrační číslo 5812)
- 15.13: Radiotelegrafista Jindřich Fröde (ve věku 41 let) z Přelouče; (vězeňské registrační číslo 5792)
- 15.16: Otakar Batlička (ve věku 46 let); (v knize zemřelých uveden pod pořadovým číslem 103); (vězeňské registrační číslo 5817)
- 15.19: Zahradník Jaroslav Toufar (ve věku 38 let); (vězeňské registrační číslo 5811)
- 15.22: Klempíř Josef Rozum (ve věku 67 let) z Prahy-Bubenče; (ukrýval profesora Vladimíra Krajinu a majora letectva RNDr. Josefa Jedličku); (v knize zemřelých uveden pod pořadovým číslem 105)
- 15.25: Student Miroslav Prokop (ve věku 21 let) z Prahy - Jinonic; (vězeňské registrační číslo 5798)
- 15.28: Radiotelegrafista Jiří Řanda (ve věku 27 let) z Prahy - Holešovic; (v knize zemřelých uveden pod pořadovým číslem 107)[25]
- 15.31: Ing. Jaroslav Kleiner (ve věku 37 let); (vězeňské registrační číslo 5805)
- 15.34: Antonín Springer (ve věku 31 let) - čalounický mistr v dílnách barrandovských filmových ateliérů; (v knize zemřelých uveden pod pořadovým číslem 109)
- 15.37: Ludvík Stříbrský (ve věku 35 let); (vězeňské registrační číslo 5797)
- 15.40: Univerzitní profesor Radim Nováček (ve věku 36 let); (spolu s profesorem Vladimírem Krajinou vybudoval první fungující radiové spojení s Londýnem); (v knize zemřelých uveden pod pořadovým číslem 111); (vězeňské registrační číslo 5809).

11 obětí v KT Mauthausen (pátek 13. února 1942)
František Chyba
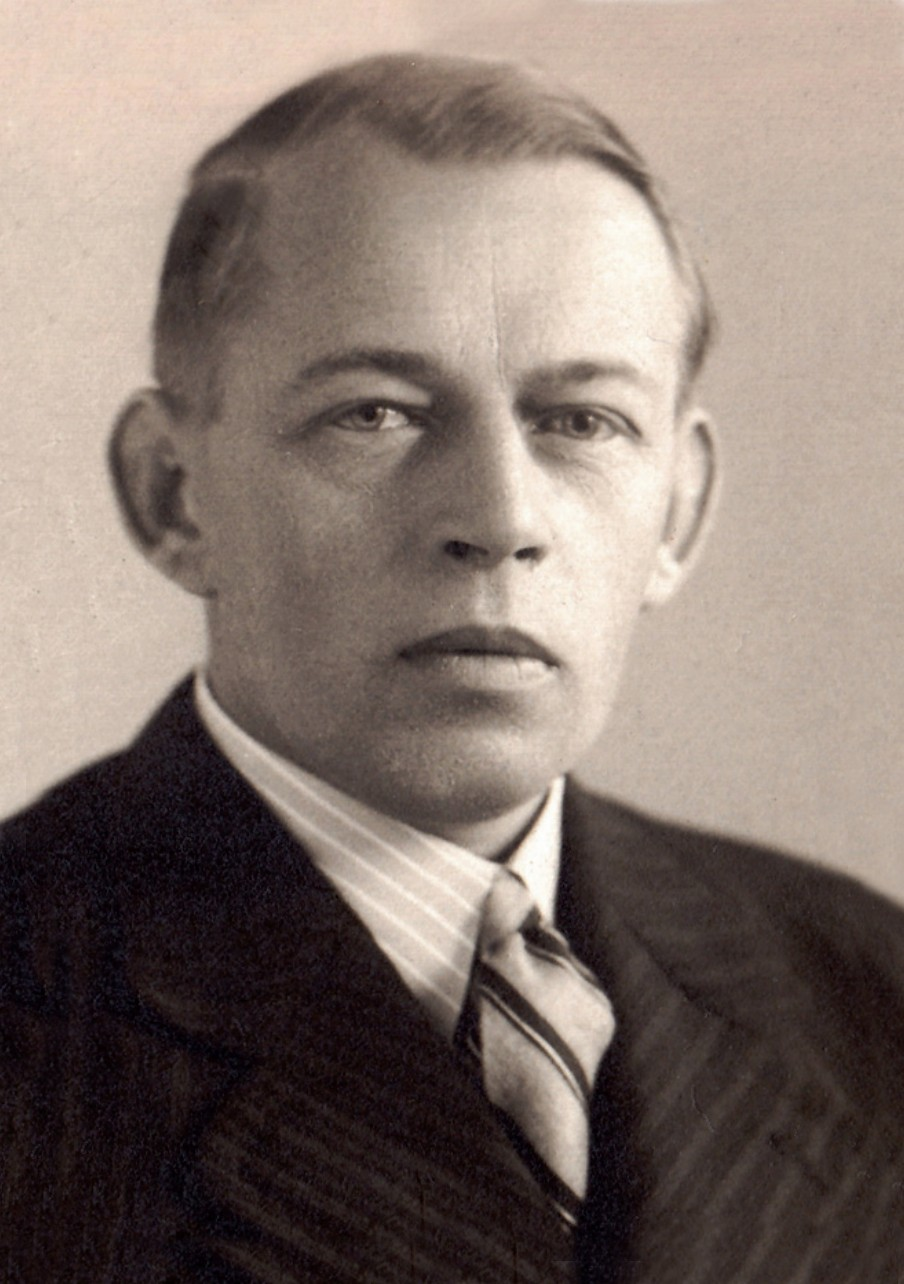
Jindřich Fröde
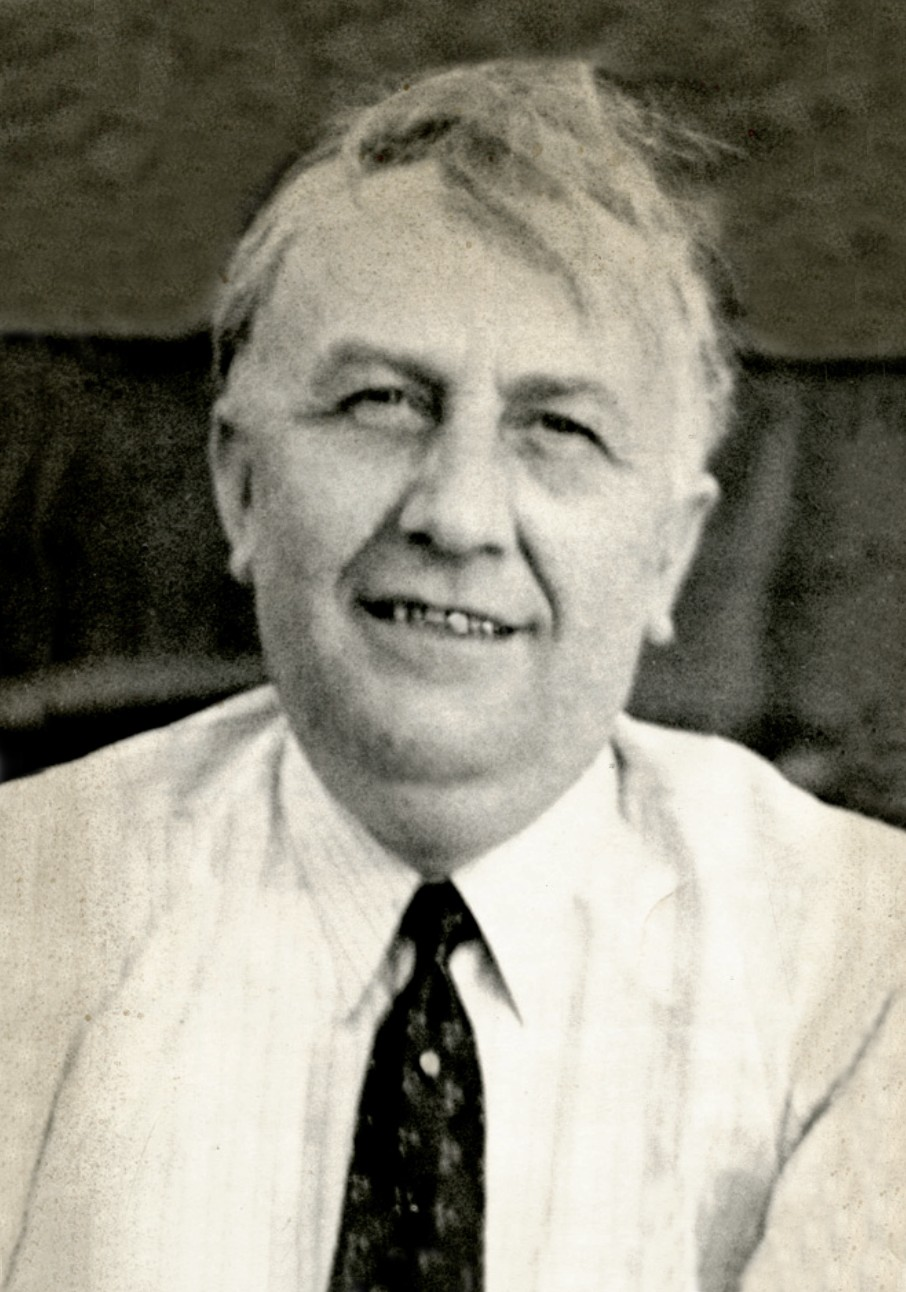
Otakar Batlička
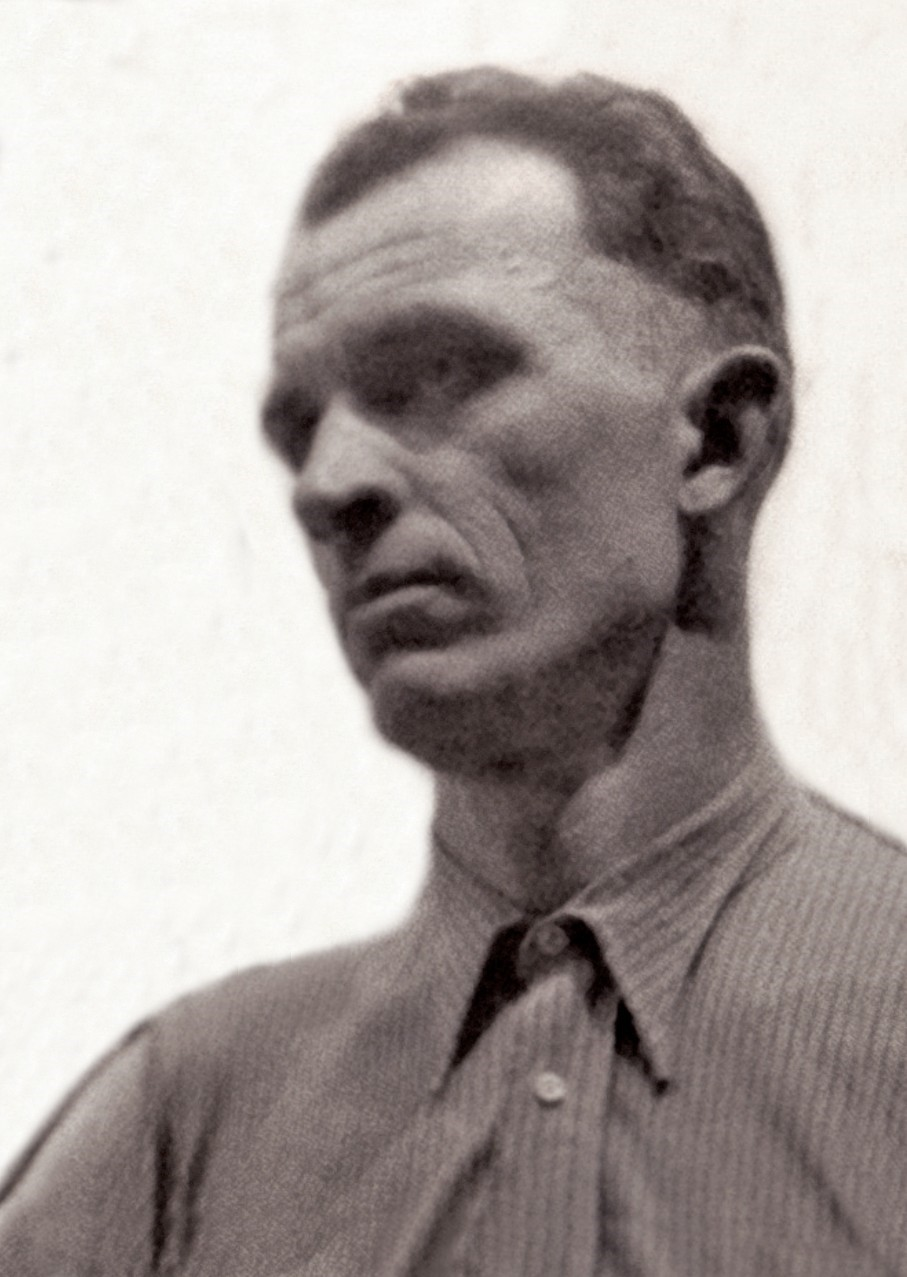
Jaroslav Toufar
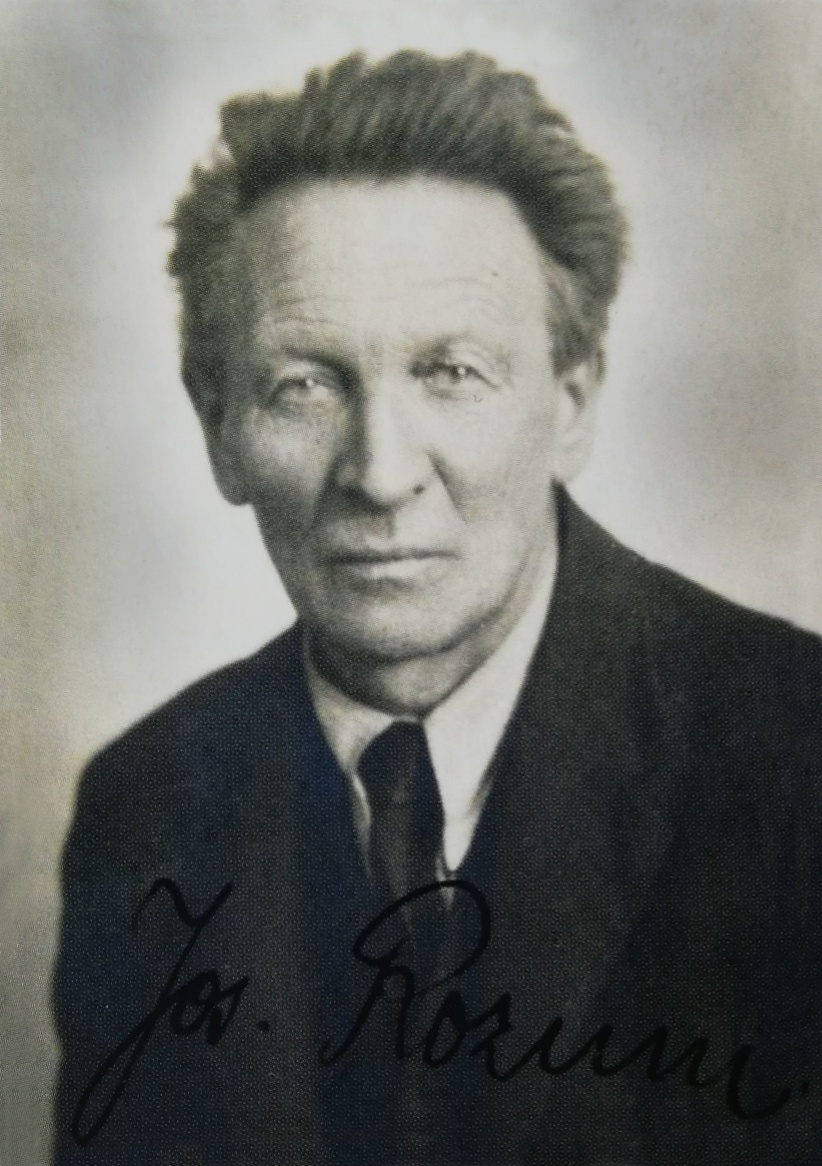
Josef Rozum
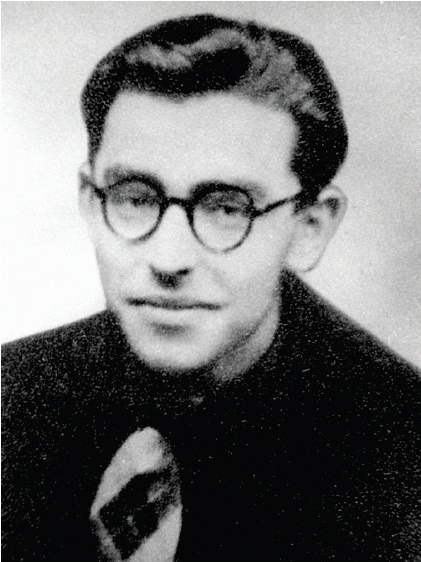
Miroslav Prokop
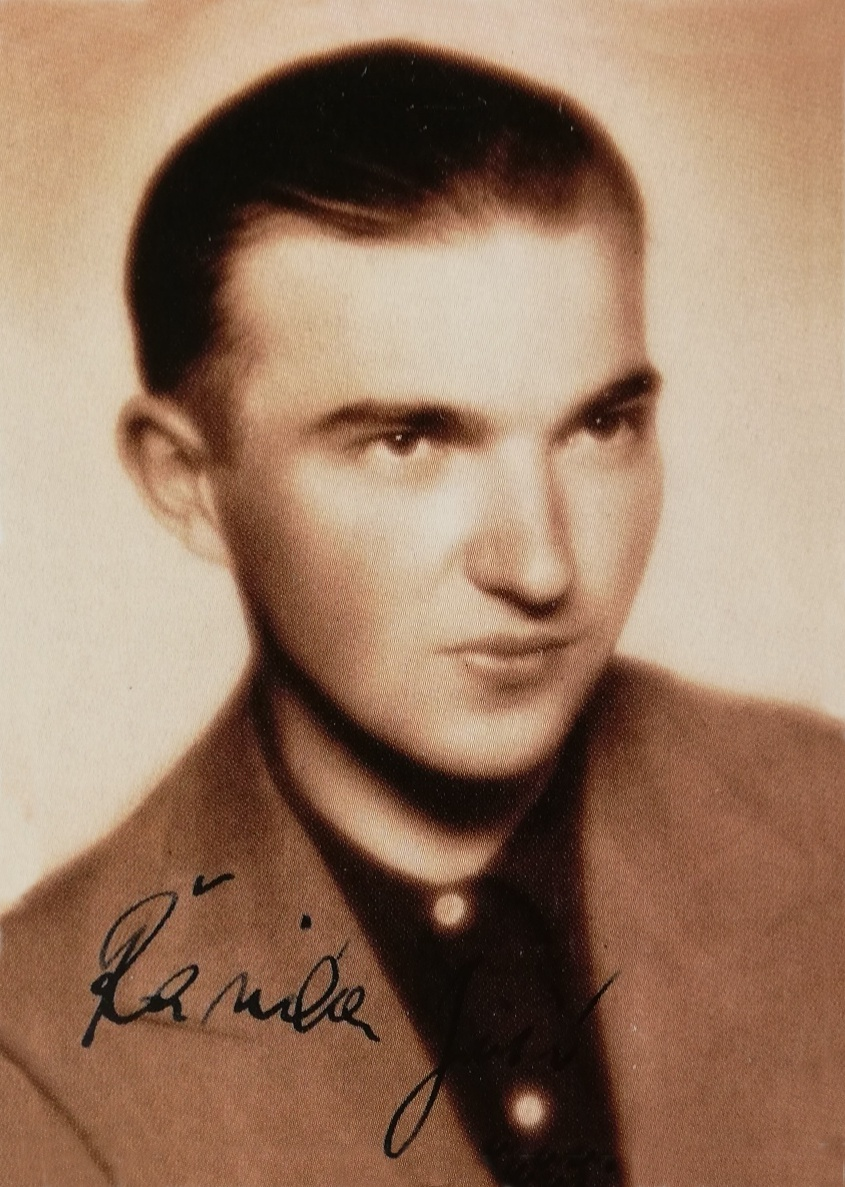
Jiří Řanda
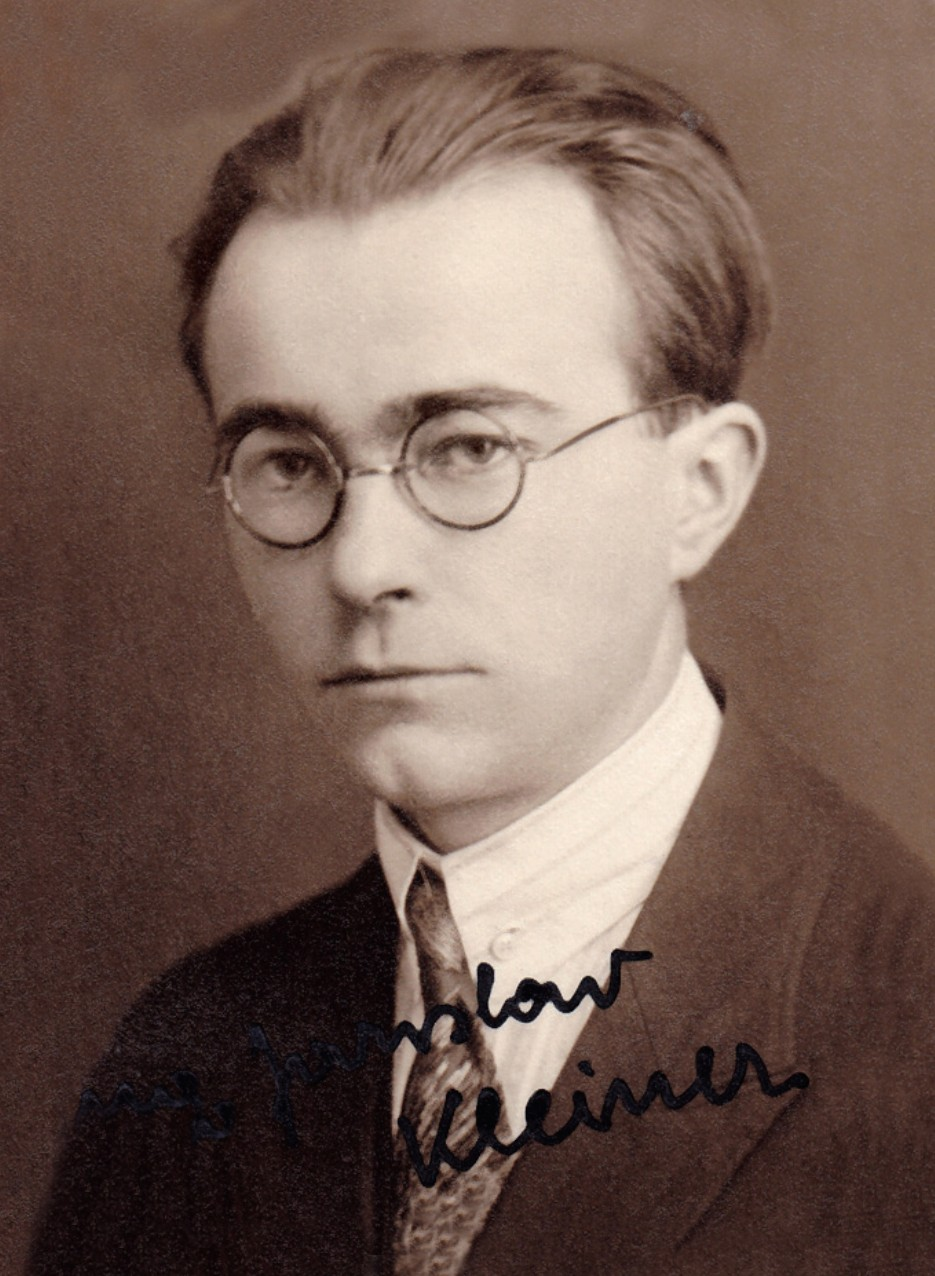
Jaroslav Kleiner
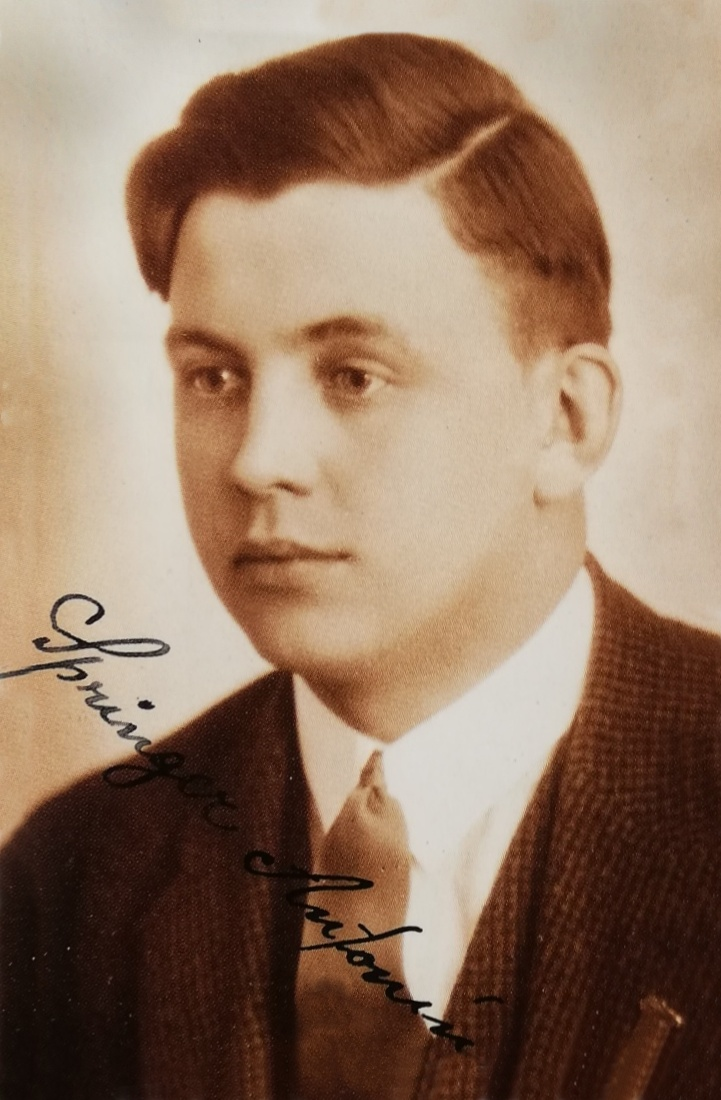
Antonín Springer
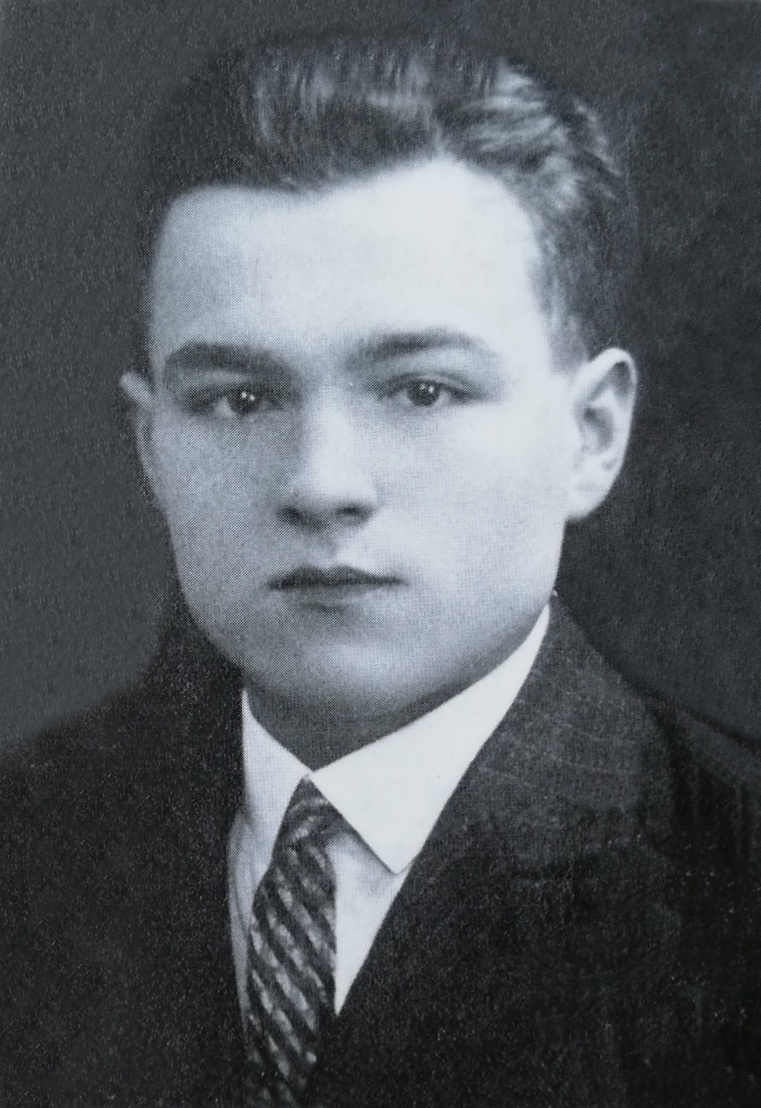
Ludvík Stříbrský
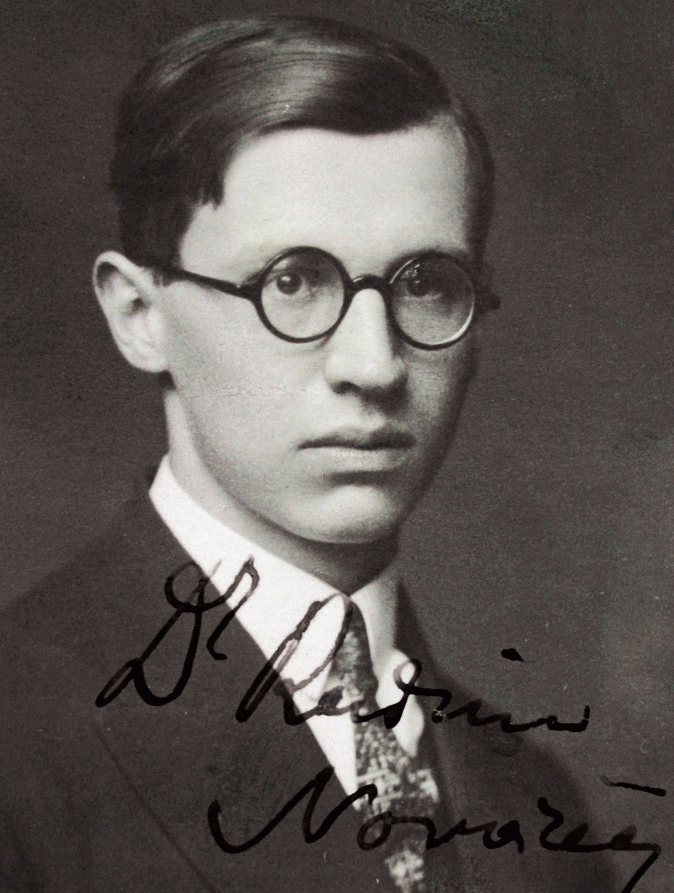
Radim Nováček